# Albi di Comic Art
Elenco degli albi di Comic Art, rivista antologica di fumetti edita dalla omonima casa editrice.
| Indice 1984 1985 1986 1987 1988 1989 1990 1991 1992 1993 1994 1995 1996 1997 1998 1999 2000 |

## 1984
| Nr. | Data pubblicazione | Copertina         |
| --- | ------------------ | ----------------- |
| 1 | Giugno 1984        | ?                 |
| - Circus: Le avventure di Craxi e Martelli di Angese (1 pagina) - A Carnevale di Vittorio Giardino (4 pagine) - C.K. Spazialisti ltd.: Polvere cosmica di Alfonso Font (8 pagine) - Ornitologia cerebrale di Tony Garces (5 pagine) - Magic Moment: Phantom di Ray Moore, Lee Falk (2 pagine) - Magic Moment: Mandrake di Phil Davis, Lee Falk (2 pagine) - Popeye di Elzie Crisler Segar (1 pagina) - Gesuita Joe (prima parte) di Hugo Pratt (5 pagine) - Maud di Frederick Burr Opper (1 pagina) - Lester Cockney: I folli di Kabul (prima parte) di Franz Drappier (8 pagine) - S.O.S. Meteore (prima parte) di Edgar P. Jacobs (8 pagine) - L'ora del corvo (prima parte) di Didier Comes (8 pagine) - Il Capitano Alighiero all'inferno di Pablo Echaurren (4 pagine) - Triton (parte 1) di Daniel Torres (6 pagine) - The Katzenjammer Kids di Rudolph Dirks (1 pagina) - Big Sleeping di Daniele Panebarco (8 pagine) - Polux di Manfred Sommer (12 pagine) - Jam & Jump: La fuga di Yellow Kid (prima parte) di Bruno Cannucciari (5 pagine) - Mark Kane di Oswal, Linton Howard (12 pagine) |                    |                   |
| 2 | Luglio 1984        | Royo              |
| - Smogy Boy (prima parte) di Goran Delic (11 pagine) - Jam & Jump: La fuga di Yellow Kid (seconda parte) di Bruno Cannucciari (5 pagine) - Kraken di Jordi Bernet Cussò, Antonio Segura (6 pagine) - Tre aforismi di Milo Manara, Vincenzo Mollica (3 pagine) - Gesuita Joe (seconda parte) di Hugo Pratt (3 pagine) - Maud di Frederick Burr Opper (1 pagina) - Triton (seconda parte) di Daniel Torres (6 pagine) - S.O.S. Meteore (seconda parte) di Edgar P. Jacobs (7 pagine) - Lester Cockney: I folli di Kabul (seconda parte) di Franz Drappier (7 pagine) - Sogni di gloria (4 pagine) - L'ombra del corvo (seconda parte) di Didier Comes (7 pagine) - Magic Moment: agente segreto X-9 (2 pagine) - Big Sleeping: America America di Daniele Panebarco (10 pagine) - Polux (seconda parte) di Manfred Sommer (12 pagine) - Thimble Theatre di Elzie Crisler Segar (1 pagina) - Mark Kane detective a Hollywood: Tango incompiuto... di Oswal, Linton Howard (12 pagine) |                    |                   |
| 3 | Settembre 1984     | Vicente Segrelles |
| - Circus di Vittorio Giardino (3 pagine) - C & K spazialisti LTD: Dei dal cielo di Alfonso Font (8 pagine) - Modello economico di Tony Garces (4 pagine) - Smogy boy (seconda parte) di Goran Delic (11 pagine) - Sappo e Thimble teatre di Elzie Crisler Segar (1 pagina) - Gesuita Joe (terza parte) di Hugo Pratt (4 pagine) - Triton (terza parte) di Daniel Torres (5 pagine) - S.O.S. Meteore (terza parte) di Edgar P. Jacobs (5 pagine) - Texas ranger di Renzo Calegari (4 pagine) - Lester Cockney: I folli di Kabul (terza parte) di Franz Drappier (7 pagine) - L'ombra del corvo (terza parte) di Didier Comes (7 pagine) - Squaw di Paolo Eleuteri Serpieri (3 pagine) - Magic moment: Flash Gordon di Alex Raymond (2 pagine) - Polux (terza parte) di Manfred Sommer (8 pagine) - Kraken: Re delle fogne di Jordi Bernet Cussò, Antonio Segura (6 pagine) - Strato di Miguel Angel Prado (8 pagine) - Mark Kane: Remake all included di Oswal, Linton Howard (12 pagine) |                    |                   |
| 4 | Ottobre 1984       | Hugo Pratt        |
| - La congiura del barboncino d'oro di Hugo Pratt, Alberto Ongaro (7 pagine) - Sturmtruppen di Bonvi (3 pagine) - Stato 2 di Miguel Angel Prado (8 pagine) - Kraken: La morte bianca (terza parte) di Jordi Bernet Cussò, Antonio Segura (6 pagine) - Il culo all'aria di Alfonso Font (4 pagine) - L'ombra del corvo di Didier Comes (5 pagine) - Triton (quarta parte) di Daniel Torres (5 pagine) - S.O.S. Meteore (quarta parte) di Edgar P. Jacobs (7 pagine) - Lester Cockney: I folli di Kabul (quarta parte) di Franz Drappier (7 pagine) - Polux di Manfred Sommer - Magic Moment: B.Bradforb di Clarence Gray, William Ritt (2 pagine) - Il fuggiasco, la passione, le sisters di Alfonso Font (4 pagine) - Novella LXIV di T. Coelho, F. Sacchetti (10 pagine) - Smogy Boy (terza parte) di Goran Delic (11 pagine) |                    |                   |
| 5 | Novembre 1984      | ?                 |
| - Ansia di vivere di Will Eisner (8 pagine) - Magic Moment: Cino e Franco di Lyman Young (2 pagine) - Sturmtruppen di Bonvi (3 pagine) - Sarvan di Jordi Bernet Cussò, Antonio Segura (12 pagine) - Gesuita Joe di Hugo Pratt (3 pagine) - Barney Google di Billy De Beck (1 pagina) - Lester Cockney: I folli di Kabul di Franz Drappier (5 pagine) - L'ombra del corvo. di Didier Comes (5 pagine) - S.O.S. Meteore (quinta parte) di Edgar P. Jacobs (7 pagine) - Triton di Daniel Torres (7 pagine) - Strato di Miguel Ángel Prado (8 pagine) - Kraken: Operazione cibo surgelato di Jordi Bernet Cussò, Antonio Segura (6 pagine) - Polux di Manfred Sommer (7 pagine) - Smogy Boy di Goran Delic (11 pagine) |                    |                   |
| 6 | Dicembre 1984      | Hugo Pratt        |
| - Quinoflash di Quino (1 pagina) - Ansia di vivere di Will Eisner (19 pagine) - Magic Moment: Radio Patrol di Charles Schmidt, Edward F. "Eddie" Sullivan (2 pagine) - Sturmtruppen di Bonvi (3 pagine) - Gesuita Joe (quinta parte) di Hugo Pratt (3 pagine) - Katzenjammer Kids di Rudolph Dirks - Lester Cockney: I folli di Kabul di Franz Drappier (1 pagina) - L'ombra del corvo (sesta parte) di Didier Comes (5 pagine) - S.O.S.Meteore (sesta parte) di Edgar P. Jacobs (5 pagine) - Texas Ranger: Il barbarossa della frontiera di Renzo Calegari (4 pagine) - Triton (sesta parte) di Daniel Torres (8 pagine) - Lester Cockney: I folli di Kabul di Franz Drappier (6 pagine) - Sarvan: Sarvan nel takboki di Jordi Bernet Cussò, Antonio Segura (12 pagine) - Strato di Miguel Ángel Prado (8 pagine) - Kraken: Gioco di bambole di Jordi Bernet Cussò, Antonio Segura (14 pagine) |                    |                   |

## 1985
| Nr. | Data pubblicazione | Copertina          |
| --- | ------------------ | ------------------ |
| 7 | Gennaio 1985       | Jean Giraud        |
| - Flash di Quino (1 pagina) - Sturmtruppen di Bonvi (3 pagine) - Kraken: A sangue freddo di Jordi Bernet Cussò, Antonio Segura (11 pagine) - Marina di Molina, Ruben (7 pagine) - A nord-est di Bamba-Issa di Vittorio Giardino (3 pagine) - Le disavventure di Paparino di Angese (1 pagina) - Primabel di Carlos Gimenez (4 pagine) - Triton di Daniel Torres (7 pagine) - S.O.S. Meteore (settima parte) di Edgar P. Jacobs (4 pagine) - Lester Cockney: I folli di Kabul. di Franz Drappier (6 pagine) - L'ombra del corvo di Didier Comes (10 pagine) - Sarvan di Jordi Bernet Cussò, Antonio Segura (13 pagine) - C & K Spazialisti ltd. Chapoozy IV di Alfonso Font (6 pagine) - Mark Kane di Oswal, Linton Howard (12 pagine) - Magic moment: Terry e i pirati di Milton Arthur Paul Caniff (2 pagine) - Mordillo di Guillermo Mordillo (1 pagina) |                    |                    |
| 8 | Febbraio 1985      | François Riviere   |
| - Quinoflash di Quino (1 pagina) - Sturmtruppen di Bonvi - Magic Moment: Felix the cat di Patrick Sullivan (1 pagina) - Kraken: Arrivederci amico di Jordi Bernet Cussò, Antonio Segura - Il mistero di sussurro di Daniel Torres - S.O.S. Meteore (ottava parte) di Edgar P. Jacobs - Texas Ranger: A protezione delle retrovie sudiste di Renzo Calegari - Lester Cockney: I folli di Kabul di Franz Drappier - Ideale di Pablo Echaurren - Dream of the rarebit fiend di Silas - Sarvan: Il sangue degli dei di Jordi Bernet Cussò, Antonio Segura - Strato di Miguel Ángel Prado - Mark Kane: Una stella nella tempesta di Oswal, Linton Howard - Mordillo di Guillermo Mordillo (1 pagina) |                    |                    |
| 9 | Marzo 1985         | Bud Sagendorf      |
| - Sturmtruppen di Bonvi - Ansia di vivere: All'ultimo piano, sul retro, viveva Dio di Will Eisner - Popeye: Drip! Drip! di Bud Sagendorf - Magic Moment: Wash Tubbs di Roy Crane - Quinoflash di Quino (1 pagina) - Lester Cockney di Franz Drappier - S.O.S. Meteore (nona parte) di Edgar P. Jacobs - Manos Kelly: La guerra di Cayuso di Antonio Hernández Palacios - Il mistero di sussurro di Daniel Torres - Sarvan: Tomba di pietra di Jordi Bernet Cussò, Antonio Segura - C & K Spazialisti LTD. Progetto V di Alfonso Font - Strato di Miguel Ángel Prado - 06:11 di Tony Garces - Mordillo di Guillermo Mordillo (1 pagina) |                    |                    |
| 10 | Aprile 1985        | Ivo Milazzo        |
| - Le avventure di Bravo di Alex Toth - Ken Parker: Soleado di Ivo Milazzo, Giancarlo Berardi - Il mistero di sussurro di Daniel Torres - Manos Kelly: La guerra di Cayuso di Antonio Hernández Palacios - S.O.S. Meteore (decima ed ultima parte) di Edgar P. Jacobs - Lester Cockney: I folli di Kabul di Franz Drappier - C & K Spazialisti LTD. Oh, madre di Alfonso Font - Sarvan: I figli della bestia di Jordi Bernet Cussò, Antonio Segura - Quinoflash di Quino (1 pagina) - Sturmtruppen di Bonvi - Mordillo di Guillermo Mordillo (1 pagina) |                    |                    |
| 11 | Maggio 1985        | Guido Buzzelli     |
| - Barney Google di Billy De Beck (1 pagina) - The Katzies di Rudolph Dirks (1 pagina) - Marilyn Monroe di Guido Buzzelli (23 pagine) - Rocco Vargas: Il mistero di Sussurro di Daniel Torres (8 pagine) - Lester Cockney: I folli di Kabul di Franz Drappier (10 pagine) - Manos Kelly: La guerra Cayuso di Antonio Hernández Palacios (8 pagine) - Omaggio a Paperino di Ivo Milazzo, Giancarlo Berardi (3 pagine) - Le avventure di Bravo di Alex Toth (12 pagine) - Sarvan: La notte dei Kiruks di Jordi Bernet Cussò, Antonio Segura (8 pagine) - Rocketeer di Dave Stevens (6 pagine) - Mordillo di Guillermo Mordillo (1 pagina) |                    |                    |
| 12 | Giugno 1985        | Dave Stevens       |
| - Little Ego di Vittorio Giardino (2 pagine) - Olimpia di Roberto De Angelis (14 pagine) - Karma di Luciano Guidobaldi, Rinaldo Traini (12 pagine) - Rocketeer di Dave Stevens (5 pagine) - Manos Kelly: La guerra Cayuso di Antonio Hernández Palacios (8 pagine) - Lester Cockney: I folli di Kabul di Franz Drappier (8 pagine) - Rocco Vargas: Il mistero di Sussurro di Daniel Torres (8 pagine) - Le avventure di Bravo di Alex Toth (12 pagine) - Sarvan: Thunka di Jordi Bernet Cussò, Antonio Segura (8 pagine) - Quasi sempre di Ivo Milazzo, Giancarlo Berardi (6 pagine) - Mordillo di Guillermo Mordillo (1 pagina) |                    |                    |
| 13 | Luglio 1985        | Jordi Bernet Cussò |
| - Little Ego di Vittorio Giardino (2 pagine) - Le avventure di Bravo di Alex Toth (12 pagine) - C & K Spazialisti L.T.D.:L'ulapo tridesiderico di Alfonso Font (8 pagine) - Sarvan: la lunga attesa di Jordi Bernet Cussò, Antonio Segura (8 pagine) - Rocketeer di Dave Stevens (12 pagine) - Manos Kelly: La guerra Cayuso di Antonio Hernández Palacios (7 pagine) - Rocco Vargas: Il mistero di Sussurro di Daniel Torres (6 pagine) - Lester Cockney: I folli di Kabul di Franz Drappier (5 pagine) - Underground di Guido Buzzelli, Rinaldo Traini (12 pagine) - Exclusive Massage di Roberto De Angelis (9 pagine) - Strip Blues di Ivo Milazzo, Giancarlo Berardi (4 pagine) - Mordillo di Guillermo Mordillo (1 pagina) |                    |                    |
| 14 | Settembre 1985     | Jean Giraud        |
| - Little ego di Vittorio Giardino - La mort en rose di Moreno Pepe - Il tesoro della Evanue C di Will Eisner - Delirio bianco di Jean Giraud - C & K Spazialisti L.T.D.: I Truffatori di Alfonso Font - Rocketeer di Dave Stevens - Manos Kelly di Antonio Hernández Palacios - Lester Cockney: Una Ungherese nel Punjab di Franz Drappier - Kanshi di Franco Saudelli, Ottavio De Angelis - New York di Guido Buzzelli - Sarvan: Il dolce amore di Antonio Segura, Jordi Bernet Cussò - Mordillo di Guillermo Mordillo |                    |                    |
| 15 | Ottobre 1985       | Ivo Milazzo        |
| - Little Ego di Vittorio Giardino (2 pagine) - Lester Cockney: una Ungherese nel Punjab di Franz Drappier (11 pagine) - Scale di Will Eisner (8 pagine) - Una triste storia di Alfonso Font (10 pagine) - Arrivo su Centauri di Jean Giraud, Philippe Druillet (6 pagine) - La locanda di Guido Buzzelli (4 pagine) - La luna delle magnolie in fiore di Ivo Milazzo, Giancarlo Berardi (22 pagine) - Rocketer di Dave Stevens (10 pagine) - Kraken: L'esorcista di Jordi Bernet Cussò, Antonio Segura (12 pagine) - Il principe ranocchio di Franco Saudelli, Ottavio De Angelis (1 pagina) - Magic Moment: Rip Kirby di Luciano Guidobaldi (2 pagine) - Sarvan: Eden di Jordi Bernet Cussò, Antonio Segura (4 pagine) - Strato di Miguel Ángel Prado (4 pagine) - Mordillo di Guillermo Mordillo (1 pagina)                                              |                    |                    |
| 16 | Novembre 1985      | Franco Saudelli    |
| - Little Ego di Vittorio Giardino (2 pagine) - Saxxon di Daniel Torres (9 pagine) - Iberland: La notte degli Angeli caduti (prima parte) di Franco Saudelli, Ottavio De Angelis (8 pagine) - La città del non ritorno di Massimo Rotundo, Giuseppe Ferrandino (11 pagine) - Con la corda al collo di Alfonso Font (8 pagine) - Ken Parker: Dove muoiono i titani di Ivo Milazzo, Giancarlo Berardi (12 pagine) - Rocketer di Dave Stevens (10 pagine) - Lester Cockney: Una Ungherese nel Punjab di Franz Drappier (9 pagine) - Subway di Will Eisner (12 pagine) - C'è un principe azzurro su Phenixon di Jean Giraud (4 pagine) - Custer di Jordi Bernet Cussò, Carlos Trillo (8 pagine) - Mordillo di Guillermo Mordillo (1 pagina) |                    |                    |
| 17 | Dicembre 1985      | Ivo Milazzo        |
| - Saxxon di Daniel Torres (12 pagine) - Rifiuti di Will Eisner (9 pagine) - La città del non ritorno. di Massimo Rotundo, Giuseppe Ferrandino (11 pagine) - Custer di Jordi Bernet Cussò, Carlos Trillo (8 pagine) - Dove muoiono i titani di Ivo Milazzo, Giancarlo Berardi (12 pagine) - Carmen Bond di Alfonso Font (4 pagine) - Lester Cockney: Una Ungherese nel Punjab di Franz Drappier (15 pagine) - Iberland: la notte degli angeli caduti (seconda parte) di Franco Saudelli, Ottavio De Angelis (8 pagine) - Il reggitore del cielo. di Guido Buzzelli (4 pagine) - Barbarossa e il cervello pirata di Jean Giraud (5 pagine) - Mordillo: Golf di Guillermo Mordillo (1 pagina) |                    |                    |

## 1986
| Nr. | Data pubblicazione | Copertina            |
| --- | ------------------ | -------------------- |
| 18 | Gennaio 1986       | Milo Manara          |
| - Mors tua vita mea di Milo Manara (8 pagine) - La città del non ritorno di Massimo Rotundo, Giuseppe Ferrandino (11 pagine) - Domani un altro giorno di Cinzia Leone (4 pagine) - Iberland: La notte degli angeli caduti (terza parte) di Franco Saudelli, Ottavio De Angelis (8 pagine) - Ken Parker: Dove muoiono i titani di Ivo Milazzo, Giancarlo Berardi (12 pagine) - Saxxon di Daniel Torres (18 pagine) - The katzies di Rudolph Dirks (1 pagina) - Split di Jean Giraud (2 pagine) - C&K: Non c'è più discrezione di Alfonso Font (8 pagine) - Qiunoflash di Quino (1 pagina) - Custer: Sicurezza a Fat City di Jordi Bernet Cussò, Carlos Trillo (8 pagine) - Mordillo: Golf sulla luna di Guillermo Mordillo (1 pagina) |                    |                      |
| 19 | Febbraio 1986      | Vittorio Giardino    |
| - La città del non ritorno di Massimo Rotundo, Giuseppe Ferrandino (12 pagine) - Musica della strada di Will Eisner (11 pagine) - Semplicemente di Alfonso Font (10 pagine) - Dove muoiono i titani di Ivo Milazzo, Giancarlo Berardi (12 pagine) - Little ego di Vittorio Giardino (2 pagine) - La motte di Cecilia Capuana, Bernardino Zapponi (5 pagine) - Saxxon di Daniel Torres (15 pagine) - Shylock di Ugolino Cossu, Giuseppe Ferrandino (12 pagine) - Iberland: La notte degli angeli caduti (quarta parte) di Franco Saudelli, Ottavio De Angelis (4 pagine) - Millepiedi di Guillermo Mordillo (1 pagina) |                    |                      |
| 20 | Marzo 1986         | Jean Giraud          |
| - Shylock di Ugolino Cossu, Giuseppe Ferrandino (12 pagine) - L'artefatto di Jean Giraud (4 pagine) - Iberland: La notte degli angeli caduti (quinta parte) di Massimo Rotundo, Giuseppe Ferrandino (5 pagine) - Dio lo vuole di Alfonso Font (6 pagine) - Idranti di Will Eisner (6 pagine) - Thorgal: Il figlio delle stelle di Jean Van Hamme, Grzegorz Rosinski (48 pagine) - Mordillo: Nuoto di Guillermo Mordillo (1 pagina) |                    |                      |
| 21 | Aprile 1986        | Ugolino Cossu        |
| - Sentinelle di Will Eisner (9 pagine) - Der Sturm di Rodolfo Torti, Roberto Dal Pra (7 pagine) - Il Grand Hotel B di Jean Giraud (3 pagine) - Shylock di Ugolino Cossu, Giuseppe Ferrandino (11 pagine) - Custer: Rantoli nel quartiere cinese di Jordi Bernet Cussò, Carlos Trillo (8 pagine) - Iberland: La notte degli angeli caduti (sesta parte) di Franco Saudelli, Ottavio De Angelis (7 pagine) - Hans: L'ultima isola di Andre-Paul Duchateau, Grzegorz Rosinski (48 pagine) - Mordillo: Montagne russe di Guillermo Mordillo (1 pagina) |                    |                      |
| 22 | Maggio 1986        | ?                    |
| - Custer: Rivolta a Dark City di Jordi Bernet Cussò, Carlos Trillo (8 pagine) - Iberland: La notte degli angeli caduti (settima parte) di Franco Saudelli, Ottavio De Angelis (6 pagine) - Lampioni di Will Eisner (4 pagine) - La grande epopea di questo e quello di Jean Giraud (4 pagine) - I misteri dell'erotismo: Lo yoghurt che affascina di Jean Giraud (2 pagine) - Un'avventura di John Watercolor (1 pagina) - Der Sturm di Rodolfo Torti, Roberto Dal Pra (10 pagine) - Shylock di Ugolino Cossu, Giuseppe Ferrandino (11 pagine) - C & K Spazialisti L.T.D.: Il pianeta della follia di Alfonso Font (44 pagine) - Mordillo di Guillermo Mordillo (1 pagina) |                    |                      |
| 23 | Giugno 1986        | ?                    |
| - Little Ego di Vittorio Giardino (4 pagine) - Bunker di Moreno Pepe (7 pagine) - Cinque anni dopo di Alberto Giolitti, Carlos Pedrazzini (18 pagine) - Finestre di Will Eisner (6 pagine) - Olimpo di Daniel Torres (3 pagine) - Der Sturm di Rodolfo Torti, Roberto Dal Pra (8 pagine) - La deviazione di Jean Giraud (7 pagine) - Tutto quello che avreste voluto sapere sui critici e nessuno ha mai avuto il coraggio di dirvi di Bruno Cannucciari, Franco Fossati (4 pagine) - Il vecchio sistema di Alfonso Font (2 pagine) - Alinoe di Jean Van Hamme, Grzegorz Rosinski (48 pagine) - L'isola deserta di Guillermo Mordillo (1 pagina) |                    |                      |
| 24 | Luglio 1986        | Franco Saudelli      |
| - Little Ego di Vittorio Giardino (5 pagine) - Joe's air force di Moreno Pepe (7 pagine) - Finestre di Will Eisner (7 pagine) - A nostra immagine e somiglianza di Franco Saudelli, Ottavio De Angelis (13 pagine) - Custer: non si uccidono cos anche i cavalli? di Jordi Bernet Cussò, Carlos Trillo (8 pagine) - Der Sturm di Rodolfo Torti, Roberto Dal Pra (7 pagine) - Coccobill controsestesso (prima parte) di Benito Jacovitti (10 pagine) - Autori di fumetti si nasce o si diventa? di Bruno Cannucciari, Franco Fossati (4 pagine) - Week End di Alfonso Font (2 pagine) - Hans: Il prigioniero dell'eternit di Andre-Paul Duchateau, Grzegorz Rosinski (48 pagine) - Suicidio di Guillermo Mordillo (1 pagina) |                    |                      |
| 25 | Settembre 1986     | Sergio Sarri (Sesar) |
| - Principessa Pam di Dave Stevens, Bruce Jones (4 pagine) - Joe's air force (seconda puntata) di Moreno Pepe (6 pagine) - Psyco di Sergio Sarri (5 pagine) - Coccobill controsestesso (seconda parte) di Benito Jacovitti (10 pagine) - Autori di fumetti si nasce o si diventa? (seconda puntata) di Bruno Cannucciari, Franco Fossati (4 pagine) - Der Sturm di Rodolfo Torti, Roberto Dal Pra (7 pagine) - Custer: Finale a Sunset Boulevard di Jordi Bernet Cussò, Carlos Trillo (8 pagine) - Finestre di Will Eisner (3 pagine) - Chaves il pazzo: Balderi di Horacio Altuna, Carlos Trillo (12 pagine) - L'arringa di Alfonso Font (2 pagine) - Thorgal: Aldil delle ombre di Jean Van Hamme, Grzegorz Rosinski (48 pagine) - Millepiedi di Guillermo Mordillo (1 pagina)                                                                                    |                    |                      |
| 26 | Ottobre 1986       | Fernando Fernández   |
| - Umido e lontano di Vittorio Giardino (5 pagine) - Joe's air force di Moreno Pepe - Coccobill: controsestesso (terza ed ultima parte) di Benito Jacovitti (7 pagine) - Der Sturm di Rodolfo Torti, Roberto Dal Pra - Cinque anni dopo di Alberto Giolitti, Carlos Pedrazzini - L'importanza della documentazione di Bruno Cannucciari, Franco Fossati - Custer di Jordi Bernet Cussò, Carlos Trillo - Il figlio morto di Alfonso Font - Spirit: Morte, tasse e...Spirit (Sunday, March 13, 1949) di Will Eisner (7 pagine) - Sogni di gloria di Iginio Straffi, Roberto Dal Pra - Merchandise di Massimo Mattioli - Il teatro del mistero di Francis Carin, François Rivière - Il marchio giallo di Jacques Tardi - S.O.S. Meteore di Bob De Moor - La diabolica trappola di Cleric - Il segreto dell'Espadon di Pierre Wininger - Mordillo di Guillermo Mordillo |                    |                      |
| 27 | Novembre 1986      | Alfonso Font         |
| - Joe's Air Force di Moreno Pepe (8 pagine) - Spirit: Oro (Sunday, October 10, 1948) di Will Eisner, Jerry Grandenetti (7 pagine) - Diavoli d'uomini di Franco Saudelli (21 pagine) - Topo di Jordi Bernet Cussò, Antonio Segura (10 pagine) - Der sturm di Rodolfo Torti, Roberto Dal Pra (6 pagine) - Delta blues di Ivo Milazzo, Giancarlo Berardi (9 pagine) - Il padrone del mondo di Alfonso Font (44 pagine) - Tutto quello che avreste voluto sapere su Lucca di Bruno Cannucciari, Franco Fossati - Mordillo di Guillermo Mordillo (1 pagina) |                    |                      |
| 28 | Dicembre 1986      | Will Eisner          |
| - Joe's Air Force di Moreno Pepe (8 pagine) - Il filone di Chapparell di Will Eisner (7 pagine) - I modi - Prologo e Cuore di mamma di Andrea Pazienza (17 pagine) - Uragano di Roberto Baldazzini, Lorena Canossa (10 pagine) - Kraken: Caro ambasciatore di Jordi Bernet Cussò, Antonio Segura (8 pagine) - Chavez il pazzo: La stella di Carlos Trillo, Horacio Altuna (12 pagine) - Tutto ma proprio tutto su Lucca 20 anni di Bruno Cannucciari, Franco Fossati (4 pagine) - Il codice Zimmerman di Francis Carin, François Rivière, Gabrielle Borile (46 pagine) - Mordillo di Guillermo Mordillo (1 pagina) |                    |                      |

## 1987
| Nr. | Data pubblicazione | Copertina           |
| --- | ------------------ | ------------------- |
| 29 | Gennaio 1987       | Giuseppe Ferrandino |
| - Sera torbara: il volo degli Dei (prima parte) di Giuseppe Ferrandino, Massimo Rotundo (8 pagine) - Joe's Air Force di Moreno Pepe (7 pagine) - Reclame di Milo Manara (8 pagine) - Andy Capp di Reg Smythe (1 pagina) - Uragano di Roberto Baldazzini, Lorena Canossa (12 pagine) - Kraken: amore materno di Jordi Bernet Cussò, Antonio Segura (10 pagine) - I modi - Cenerentola 1987 (prima parte) di Andrea Pazienza (7 pagine) - L'isolato di Will Eisner (7 pagine) - Il codice Zimmerman di Francis Carin, Gabrielle Borile, François Rivière (46 pagine) |                    |                     |
| 30 | Febbraio 1987      | Andrea Pazienza     |
| - Sera Torbara: il volo degli dei (seconda parte) di Giuseppe Ferrandino, Massimo Rotundo (8 pagine) - Spirit: Ghiaccio (Sunday, January 2, 1949) di Will Eisner (7 pagine) - Andy Capp di Reg Smythe (1 pagina) - I modi - Cenerentola 1987 (seconda parte) di Andrea Pazienza (5 pagine) - Custer di Carlos Trillo, Jordi Bernet Cussò (4 pagine) - Chaves il Pazzo: Malone di Carlos Trillo, Horacio Altuna (12 pagine) - Fumetti e pubblicit di Bruno Cannucciari, Franco Fossati (4 pagine) - Uragano di Roberto Baldazzini, Lorena Canossa (12 pagine) - Rebecca: Qualcuno di troppo (prima parte) di Anna Brandoli, Renato Queirolo (10 pagine) - Un errore tecnico. di Alfonso Font (2 pagine) - Thorgal: La caduta di Brek Zarith di Grzegorz Rosinski, Jean Van Hamme (48 pagine) |                    |                     |
| 31 | Marzo 1987         | Franco Saudelli     |
| - Sera Torbara: il volo degli dei (terza puntata) di Giuseppe Ferrandino, Massimo Rotundo (8 pagine) - Spirit: Eredit (Sunday, April 11, 1948) di Will Eisner (6 pagine) - Andy Capp di Reg Smythe (1 pagina) - La bionda: Colpo doppio di Franco Saudelli (10 pagine) - Mach1 di Carlos Trillo, Gustavo Trigo (8 pagine) - Uragano di Roberto Baldazzini, Lorena Canossa (12 pagine) - Rebecca: Qualcuno di troppo (seconda parte) di Anna Brandoli, Renato Queirolo (10 pagine) - Zanardi - I modi - Cenerentola 1987 (terza parte) di Andrea Pazienza (4 pagine) - Blake & Mortimer Le 3 formule del Prof. Sato di Edgar P. Jacobs (46 pagine) - Mordillo di Guillermo Mordillo (1 pagina) |                    |                     |
| 32 | Aprile 1987        | Gustavo Trigo       |
| - Sera Torbara: il volo degli dei (quarta parte) di Massimo Rotundo, Giuseppe Ferrandino (7 pagine) - Lezione di Anatomia di Roberto Perini (7 pagine) - Andy Capp di Reg Smythe (1 pagina) - Avventura a Lucca di Bianca Maria Rizzoli (3 pagine) - Colpo doppio di Franco Saudelli (11 pagine) - Sotto falso nome di Vittorio Giardino (8 pagine) - Kraken: Il miglior poliziotto della città di Jordi Bernet Cussò, Antonio Segura (10 pagine) - Gamin & Patches (2 pagine) - Ground Zero (1 pagina) - Mack 2 di Gustavo Trigo, Carlos Trillo (8 pagine) - Ken Parker: Pallide ombre di Ivo Milazzo, Giancarlo Berardi (20 pagine) - Shoe di Jeff Macnelly (2 pagine) - Zanna, ma la vecchiezza una Roma di Andrea Pazienza (8 pagine) - The Shadow di Massimo Mattioli (6 pagine) - Marta dei saraceni di Anna Brandoli, Renato Queirolo (4 pagine) - Spirit: Caro Ebony (Sunday, May 29, 1946) di Will Eisner (6 pagine) - Mordillo: Angeli di Guillermo Mordillo (1 pagina)                                                 |                    |                     |
| 33 | Maggio 1987        | ?                   |
| - Sera Torbara: Il volo degli Dei (quinta parte) di Massimo Rotundo, Giuseppe Ferrandino (7 pagine) - Campofame di Andrea Pazienza (7 pagine) - La bionda: Colpo doppio di Franco Saudelli (11 pagine) - I Briganti di Roberto Raviola (12 pagine) - Prodromi (4 pagine) - Mack 3 di Gustavo Trigo, Carlos Trillo (8 pagine) - Kraken: Ehi tirati su le braghe di Jordi Bernet Cussò, Antonio Segura (8 pagine) - Shoe di Jeff Macnelly (2 pagine) - Gli estranei di Will Eisner (3 pagine) - Thorgal: Gli arcieri di Jean Van Hamme (48 pagine) - Mordillo: Lumache (1 pagina) |                    |                     |
| 34 | Giugno 1987        | Magnus              |
| - Sera torbara: Il volo degli Dei (sesta ed ultima parte) di Massimo Rotundo, Giuseppe Ferrandino (8 pagine) - Campofame di Andrea Pazienza (7 pagine) - La bionda: Colpo doppio di Franco Saudelli (11 pagine) - Andy Capp di Reg Smythe (1 pagina) - Prodromi: Viaggio mirabolante nell'Italia atomica di Riccardo Mannelli (4 pagine) - I Briganti di Roberto Raviola (6 pagine) - Kraken: Prendimi se puoi di Jordi Bernet Cussò, Antonio Segura (10 pagine) - Tatto di Pablo Echaurren (4 pagine) - Mack 4 di Gustavo Trigo, Carlos Trillo (8 pagine) - Shoe di Jeff Macnelly (2 pagine) - Ground zero (1 pagina) - Rebel di Moreno Pepe (32 pagine) - Roy Mann: In uno strano mondo (prima parte) di Attilio Micheluzzi, Tiziano Sclavi (8 pagine) - Spirit: Blubber (Sunday, February 17, 1946) di John Spranger, Will Eisner, Bob Palmer (7 pagine) - Mordillo: Taxi di Guillermo Mordillo (1 pagina) |                    |                     |
| 35 | Luglio 1987        | Andrea Pazienza     |
| - Roy Mann: In uno strano mondo (seconda parte) di Attilio Micheluzzi, Tiziano Sclavi (8 pagine) - Campofame di Andrea Pazienza (7 pagine) - La bionda: Colpo doppio di Franco Saudelli (9 pagine) - Chavez il pazzo: Il Giudice di Horacio Altuna, Carlos Trillo (24 pagine) - Kraken di Jordi Bernet Cussò, Antonio Segura (2 pagine) - I Briganti di Roberto Raviola (6 pagine) - Prodromi di Riccardo Mannelli (4 pagine) - Shoe di Jeff Macnelly (2 pagine) - Andy Capp di Reg Smythe (1 pagina) - Rebel di Moreno Pepe (36 pagine) - Tintin e i Picaros di Hergè (1 pagina) - La foresta di Iginio Straffi, Roberto Dal Pra (4 pagine) - Spirit (Sunday, March 3, 1946) di John Spranger, Will Eisner, Bob Palmer (7 pagine) - Mordillo: Atlante di Guillermo Mordillo (1 pagina) |                    |                     |
| 36 | Settembre 1987     | Ugolino Cossu       |
| - Roy Mann: In uno strano mondo (terza parte) di Attilio Micheluzzi, Tiziano Sclavi (8 pagine) - Zanardi at the war di Andrea Pazienza (7 pagine) - Colpo doppio di Franco Saudelli (8 pagine) - Mack 5 di Gustavo Trigo, Carlos Trillo (14 pagine) - I briganti di Roberto Raviola (6 pagine) - Le ninfe di Ugolino Cossu (8 pagine) - Storia senza finale di Alfonso Font (4 pagine) - Angeli d'acciaio di Victor De La Fuente (7 pagine) - Andy Capp (1 pagina) - Mantell: All'ombra del sole di Colin Wilson (48 pagine) - Mordillo: Golf (1 pagina) |                    |                     |
| 37 | Ottobre 1987       | Attilio Micheluzzi  |
| - Roy Mann: In uno strano mondo (quarta parte) di Attilio Micheluzzi, Tiziano Sclavi (8 pagine) - Zanardi (medievale) (prima parte) di Andrea Pazienza (7 pagine) - Dann Morrison: Le ninfe di Ugolino Cossu (6 pagine) - Angeli d'acciaio di Victor De La Fuente, Victor Mora (7 pagine) - I Briganti di Roberto Raviola (6 pagine) - Chavez il pazzo: Juan di Horacio Altuna, Carlos Trillo (24 pagine) - Prodromi di Riccardo Mannelli (4 pagine) - Rudix: Dossier phoenix-13 (prima parte) di Fabrizio Coletta, Rodolfo Torti, Massimo Rotundo, Franco Saudelli, Rinaldo Traini, Giorgio Pedrazzi (22 pagine) - Ken Parker: Un alito di ghiaccio di Ivo Milazzo, Giancarlo Berardi (14 pagine) - Alias di Anna Brandoli, Renato Queirolo (8 pagine) - Mordillo di Guillermo Mordillo (1 pagina) |                    |                     |
| 38 | Novembre 1987      | Jordi Bernet Cussò  |
| - Roy Mann: In uno strano mondo (quinta parte) di Attilio Micheluzzi, Tiziano Sclavi - Zanardi (medievale) (seconda parte) di Andrea Pazienza - Jan Karta: 1934 di Rodolfo Torti, Roberto Dal Pra - Kraken: Cimitero di Jordi Bernet Cussò, Antonio Segura - Angeli d'acciaio di Victor De La Fuente, Victor Mora - Dan Morrison: Le ninfe di Ugolino Cossu - I briganti di Roberto Raviola - Prodromi di Riccardo Mannelli - Rudix: Dossier phoenix-13 (seconda parte) di Fabrizio Coletta, Rodolfo Torti, Franco Saudelli, Massimo Rotundo, Rinaldo Traini, Giorgio Pedrazzi - Ken Parker: Un alito di ghiaccio di Ivo Milazzo, Giancarlo Berardi - Alias di Anna Brandoli, Renato Queirolo - Spirit di Will Eisner - Mordillo di Guillermo Mordillo (1 pagina) |                    |                     |
| 39 | Dicembre 1987      | Franco Saudelli     |
| - Alias di Anna Brandoli, Renato Queirolo (8 pagine) - Zanardi (medievale) (terza parte) di Andrea Pazienza (7 pagine) - Jan Karta: 1934 di Rodolfo Torti, Roberto Dal Pra (11 pagine) - I briganti di Roberto Raviola (6 pagine) - Angeli d'acciaio di Victor De La Fuente, Victor Mora (7 pagine) - Le ninfe di Ugolino Cossu (9 pagine) - Lo scherzo di Alfonso Font (4 pagine) - Ah ah ah! di Alessandro Sabatini (2 pagine) - Prodromi: Cronache dall'altro mondo di Riccardo Mannelli (4 pagine) - Rudix: Dossier phoenix-13 (terza e ultima parte) di Fabrizio Coletta, Rodolfo Torti, Massimo Rotundo, Franco Saudelli, Rinaldo Traini, Giorgio Pedrazzi (22 pagine) - Roy Mann: In uno strano mondo (sesta e ultima parte) di Attilio Micheluzzi, Tiziano Sclavi (6 pagine) - Ken Parker: Un alito di ghiaccio di Ivo Milazzo, Giancarlo Berardi (12 pagine) - Spirit: I mustacchi di Yafodder (Sunday, March 31, 1946) di John Spranger, Will Eisner, Bob Palmer (6 pagine) - Mordillo di Guillermo Mordillo (1 pagina) |                    |                     |

## 1988
| Nr. | Data pubblicazione | Copertina           |
| --- | ------------------ | ------------------- |
| 40 | Gennaio 1988       | Ivo Milazzo         |
| - Ken Parker: Un alito di ghiaccio di Ivo Milazzo, Giancarlo Berardi (8 pagine) - Alias di Anna Brandoli, Renato Queirolo (7 pagine) - Katana di Sergio Toppi (12 pagine) - Storiella bianca di Andrea Pazienza (7 pagine) - 1934: Jan Karta (7 pagine) - Dan Morrison: Le ninfe di Ugolino Cossu (9 pagine) - Angeli d'acciaio di Victor De La Fuente (7 pagine) - Thorgal: Il paese di Q di Jean Van Hamme (48 pagine) - Mordillo: Tarzan (1 pagina) |                    |                     |
| 41 | Febbraio 1988      | Victor De La Fuente |
| - Alias di Anna Brandoli, Renato Queirolo - Joe Galaxy di Massimo Mattioli - Angeli d'acciaio di Victor De La Fuente, Victor Mora - Dan Morrison: Le ninfe di Ugolino Cossu - Sulle corde del ring di Cinzia Leone, Vincenzo Mollica - Jan Karta di Rodolfo Torti, Roberto Dal Pra - Zanardi: La logica del fast food di Andrea Pazienza - Hans: I mutanti di Xanaia di Grzegorz Rosinski, Andre-Paul Duchateau - Mordillo di Guillermo Mordillo (1 pagina) |                    |                     |
| 42 | Marzo 1988         | Rodolfo Torti       |
| - Thorgal: La prima neve di Grzegorz Rosinski, Jean Van Hamme - Zanardi - Dedicato a mister Mastrolindo di Andrea Pazienza - Jan Karta: 1934 di Rodolfo Torti, Roberto Dal Pra - Gradiva di Guido Crepax - Kraken: Non succede mai nulla di Jordi Bernet Cussò, Antonio Segura - Per amore di Carmen di Gilberto Beto Hernandez - Prodromi di Riccardo Mannelli - Mordillo di Guillermo Mordillo (1 pagina) - Volo solitario di Enea Riboldi, Antonio Tettamanti - Il labirinto del drago: Taxi di Alfonso Font - Alias di Anna Brandoli, Renato Queirolo - Esotica: In una notte di luna di Franco Saudelli, Massimo Rotundo - Spirit: Mr.Carrion (Sunday, April 21, 1946) di John Spranger, Will Eisner, Bob Palmer (7 pagine) |                    |                     |
| 43 | Aprile 1988        | Attilio Micheluzzi  |
| - Roy Mann: Orizzonti di gloria (prima parte) di Attilio Micheluzzi, Tiziano Sclavi (15 pagine) - Porfiri di Franco Saudelli (26 pagine) - Cartoline planetarie di Cinzia Leoni, Vincenzo Mollica (13 pagine) - Prodromi di Riccardo Mannelli (3 pagine) - Quartieri alti di Will Eisner (3 pagine) - Andy Capp di Reg Smythe (1 pagina) - Thorgal: Gli occhi di Tanatloc di Jean Van Hamme, Grzegorz Rosinski (46 pagine) |                    |                     |
| 44 | Maggio 1988        | Massimo Rotundo     |
| - Roy Mann: Orizzonti di gloria (seconda parte) di Attilio Micheluzzi, Tiziano Sclavi (15 pagine) - La città del non: L'isola degli uomini stanchi di Massimo Rotundo, Giuseppe Ferrandino (24 pagine) - Le ultime volont di Toyo di Jaime Hernandez (12 pagine) - Kraken: Chiamata per l'inferno di Jordi Bernet Cussò, Antonio Segura (8 pagine) - Prodromi: Diario di fine secolo di Riccardo Mannelli (3 pagine) - Dracula: Dracula Vlad? Bah...! di Alberto Breccia (5 pagine) - Porci di Andrea Pazienza (10 pagine) - Thorgal: Assurdo di Grzegorz Rosinski, Jean Van Hamme (2 pagine) - Il labirinto del Drago: La notte si muove (secondo episodio) di Alfonso Font (12 pagine) - Joe Galaxi: The bored mummy di Massimo Mattioli (6 pagine) - Naufraghi di Massimo Rotundo, Franco Saudelli (6 pagine) - Spirit: Bentornato a casa Ebony (Sunday, May 12, 1946) di John Spranger, Will Eisner, Bob Palmer (7 pagine) |                    |                     |
| 45 | Giugno 1988        | Franco Saudelli     |
| - Candidi segreti di Vittorio Giardino (6 pagine) - Dracula: Dracula Vlad ? Bah...! di Alberto Breccia (9 pagine) - La città del non: L'isola degli uomini bianchi di Massimo Rotundo, Giuseppe Ferrandino (22 pagine) - Matte anche loro di Jaime Hernandez (4 pagine) - Le notti del coccodrillo: Una cosa abbastanza cos di Riccardo Mannelli (4 pagine) - Cinque anni dopo di Alberto Giolitti, Carlos Pedrazzini (10 pagine) - Dan Morrison di Ugolino Cossu (6 pagine) - Roy Mann: Orizzonti di gloria (terza e ultima parte) di Attilio Micheluzzi, Tiziano Sclavi (16 pagine) - Il labirinto del Drago: Documenti segreti (terzo episodio) di Alfonso Font (10 pagine) - Body story di Sergio Sarri (8 pagine) - Joe Galaxy: relaxing in Trazulla di Massimo Mattioli (6 pagine) - Spirit: Impresa (Sunday, July 28, 1946) di John Spranger, Will Eisner, Bob Palmer (7 pagine)                                        |                    |                     |
| 46 | Luglio 1988        | Ugolino Cossu       |
| - Safari di Vittorio Giardino (8 pagine) - Spirit: Il criminale (Sunday, November 2, 1947) di Will Eisner, Jerry Grandenetti (7 pagine) - Parque chas: Miti e leggende di Eduardo Risso, Ricardo Barreiro (8 pagine) - Storia di Astarte di Andrea Pazienza (10 pagine) - Il bernoccolo misterioso di Gilberto Beto Hernandez (6 pagine) - L'ombra del passato di Roberto Baldazzini, Lorena Canossa (10 pagine) - Keko il mago di Carlos Nine (6 pagine) - Le notti del coccodrillo di Riccardo Mannelli (6 pagine) - Thorgal: La città del dio perduto di Grzegorz Rosinski, Jean Van Hamme (46 pagine) |                    |                     |
| Speciale vacanze (supplemento al n. 46) | Luglio 1988        | Franco Saudelli     |
| - Esotica: Lucente di Massimo Rotundo (6 pagine) - Attenti a quel treno di Roberto Perini (5 pagine) - Fair Play di Dave Stevens (3 pagine) - Penny Century. Una pischella sveglia (parte prima) di Jaime Hernandez (8 pagine) - Penny Century. Una pischella sveglia (parte seconda) di Jaime Hernandez (8 pagine) - L'albero parlante di Gilberto Beto Hernandez (3 pagine) - La Bionda 2: Colpo di sonno di Franco Saudelli (6 pagine) - Il nostro agente in Banana di Felix Saborido, Carlos Trillo (4 pagine) - Il nostro agente in Banana: La moglie del lattaio di Felix Saborido, Carlos Trillo (4 pagine) - Il nostro agente in Banana: Carico di uova di Felix Saborido, Carlos Trillo (6 pagine) - Il nostro agente in Banana: Duro offresi di Felix Saborido, Carlos Trillo (6 pagine) - Ariel la bella di Cecilia Capuana (14 pagine) - Il Re dei Dalmati di Franz Drappier (46 pagine)                           |                    |                     |
| 47 | Settembre 1988     | Magnus              |
| - Titanic di Attilio Micheluzzi - Tigre di Cecilia Capuana, Bernardino Zapponi - I briganti: Un matrimonio sbagliato di Roberto Raviola - Parque chas: Miti e leggende di Eduardo Risso, Ricardo Barreiro - Keko il mago: Keko oggi pip di Carlos Nine - Big City: Muri di Will Eisner - Mechanics: Mechan-x di Jaime Hernandez - Le notti del coccodrillo di Riccardo Mannelli - Il teorema di Bell di Schultheiss - Fuori stagione di Vittorio Giardino - Il labirinto del Drago: La prova finale di Alfonso Font - Candid camera di Milo Manara - Joe Galaxi: The atomic Marker di Massimo Mattioli |                    |                     |
| 48 | Ottobre 1988       | Attilio Micheluzzi  |
| - Titanic di Attilio Micheluzzi - I briganti: Il monte dell'aria chiara di Roberto Raviola - Nello specchio della vita di Roberto Baldazzini, Lorena Canossa - Mechanics: Mechan-x di Jaime Hernandez - Parque Chas: Quel maledetto capolinea di Eduardo Risso, Ricardo Barreiro - Keko il mago di Carlos Nine - Le notti del coccodrillo di Riccardo Mannelli - Quel brivido sottile di Vittorio Giardino - Thorgal: Holmganda di Grzegorz Rosinski, Jean Van Hamme - Candid camera di Milo Manara - Becky Lee: Le avventure di una fotomodella di Guido Crepax - Il teorema di Bell di Schultheiss |                    |                     |
| 49 | Novembre 1988      | Milo Manara         |
| - Titanic di Attilio Micheluzzi (15 pagine) - I briganti: I cugini di T'sing Fen Shan di Roberto Raviola (7 pagine) - Barokko: Otello 91 di Paolo Bacilieri (14 pagine) - Machanics di Gilberto Beto Hernandez (6 pagine) - Parque Chase: La battaglia d'autunno di Eduardo Risso, Ricardo Barreiro (8 pagine) - Keko il mago presenta: Il re del cabaret di Carlos Nine (6 pagine) - Le notti del coccodrillo di Riccardo Mannelli (5 pagine) - Il teorema di Bell di Schultheiss (17 pagine) - Candid camera di Milo Manara (6 pagine) - Joe Galaxy - Olo di Massimo Mattioli (6 pagine) - Thorgal: La montagna di Odino di Jean Van Hamme, Grzegorz Rosinski (10 pagine) - Spirit: Il candidato di Will Eisner (6 pagine) |                    |                     |
| 50 | Dicembre 1988      | Massimo Rotundo     |
| - Xmas present di Massimo Rotundo (2 pagine) - Candid Camera di Milo Manara (6 pagine) - Spirit: Nuvola Bianca di Will Eisner (7 pagine) - I briganti: Madama Liu di Roberto Raviola (6 pagine) - Parque Chase di Eduardo Risso, Ricardo Barreiro (8 pagine) - La Bionda: Bondage palace di Franco Saudelli (15 pagine) - Barokko di Paolo Bacilieri (10 pagine) - Machanics di Gilberto Beto Hernandez (6 pagine) - Little ego: Beduini di Vittorio Giardino (5 pagine) - Esotica: Osvaldo di Franco Saudelli, Massimo Rotundo (6 pagine) - Joe Galaxy di Massimo Mattioli (6 pagine) - Thorgal: La coppia dell'anno di Jean Van Hamme, Grzegorz Rosinski (4 pagine) - Il labirinto del drago: Crociera mortale di Alfonso Font (12 pagine) - Titanic di Attilio Micheluzzi (15 pagine) |                    |                     |

## 1989
| Nr. | Data pubblicazione | Copertina          |
| --- | ------------------ | ------------------ |
| 51 | Gennaio 1989       | Franco Saudelli    |
| - Il pollaio di Anna Brandoli, Renato Queirolo - Titanic di Attilio Micheluzzi - I briganti: L'arciere magico di Roberto Raviola - Parque chas: Rincontro di Eduardo Risso, Ricardo Barreiro - La bionda: Bondage palace di Franco Saudelli - Cinder & Ashe di Jose Luis Garcia-Lopez, Gerry Conway - Hans: I gladiatori di Grzegorz Rosinski, Andre-Paul Duchateau |                    |                    |
| 52 | Febbraio 1989      | Vittorio Giardino  |
| - Little ego di Vittorio Giardino - Solange: A volte solo un capello... di Cinzia Ghigliano, Marco Tomatis - La bionda: Bondage palace di Franco Saudelli - I briganti: Il guardiano dei tre monti di Roberto Raviola - Cinder & Ashe di Jose Luis Garcia-Lopez, Gerry Conway - Parque chas: Taxi-story di Eduardo Risso, Ricardo Barreiro - Big City di Will Eisner - Keko il mago: La nana che voleva essere bella di Carlos Nine - Thorgal: Tra terra e luce di Grzegorz Rosinski, Jean Van Hamme |                    |                    |
| 53 | Marzo 1989         | Ivo Milazzo        |
| - Solange: A volte slo un capello... di Cinzia Ghigliano, Marco Tomatis - La bionda: Bondage palace di Franco Saudelli - Tom's bar: Lady be good di Ivo Milazzo, Giancarlo Berardi - Nello specchio della vita: Lady-killers from outer space di Roberto Baldazzini, Lorena Canossa - I briganti: La battaglia delle cisterne di Roberto Raviola - Cinder & Ashe di Jose Luis Garcia-Lopez, Gerry Conway - Dracula: Dracula Vlad ? Bah...! di Alberto Breccia - Little ego di Vittorio Giardino - Rudy x di Roberto Diso, Rinaldo Traini - Thorgal: Le lacrime di Tjahzi di Grzegorz Rosinski, Jean Van Hamme - Joe Galaxy: Do canaries dream of electric sheep? di Massimo Mattioli - Spirit: Passione e amore di Will Eisner                                              |                    |                    |
| 54 | Aprile 1989        | Milo Manara        |
| - Solange: A volte solo un capello... di Cinzia Ghigliano, Marco Tomatis - I briganti: Rombo di tuono di Roberto Raviola - Nello specchio della vita di Roberto Baldazzini, Lorena Canossa - Cinder & Ashe di Jose Luis Garcia-Lopez, Gerry Conway - Parque chas: Il libro di Eduardo Risso, Ricardo Barreiro - Mechanics: Mechan-x di Jaime Hernandez - Dracula: Dracula Vlad ? Bah...! di Alberto Breccia - Il labirinto del Drago: Crociera mortale di Alfonso Font - Candid camera di Milo Manara - Joe Galaxy: P.A. problema altrui di Massimo Mattioli - Dr Jekyll & Miss Hyde di Sergio Sarri - Little ego di Vittorio Giardino - Spirit: La primavera di Dolan di Will Eisner, Andr Leblanc (7 pagine)                                                              |                    |                    |
| 55 | Maggio 1989        | Magnus             |
| - Il teorema di Bell di Schultheiss (15 pagine) - I briganti: La caduta di T'sing Feng Chai di Roberto Raviola (6 pagine) - Myetzko di Sergio Toppi (15 pagine) - Cinder & Ashe di Jose Luis Garcia-Lopez, Gerry Conway (16 pagine) - L'ispettore di Roberto Perini (10 pagine) - Le allegre comari di Windsor di Cristina Breccia (16 pagine) - Rudy x: Viaggio in Sicilia di Roberto Diso, Rinaldo Traini (6 pagine) - Il labirinto del drago - Il grande vuoto di Alfonso Font (12 pagine) - Sacrifici umani di Massimo Rotundo (6 pagine) - Spirit: Cromlech di Will Eisner (7 pagine) |                    |                    |
| 56 | Giugno 1989        | Massimo Rotundo    |
| - Il teorema di Bell di Schultheiss (15 pagine) - Myetzko di Sergio Toppi (16 pagine) - Barokko di Paolo Bacilieri (15 pagine) - Cinder & Ashe di Jose Luis Garcia-Lopez, Gerry Conway (16 pagine) - Rudy x: Blue moon effetto antartide di Roberto Diso, Rinaldo Traini (25 pagine) - Il labirinto del Drago: Sahara di Alfonso Font (12 pagine) - Massaggi e messaggi di Franco Saudelli, Massimo Rotundo (9 pagine) |                    |                    |
| 57 | Luglio 1989        | Roberto Baldazzini |
| - Rudy x: Blue Moon effetto Antartide di Roberto Diso, Giorgio Pedrazzi, Rinaldo Traini (21 pagine) - Nello specchio della vita di Roberto Baldazzini, Lorena Canossa (9 pagine) - Cinder & Ashe di Jose Luis Garcia-Lopez, Gerry Conway (25 pagine) - Mechanics: Mechan-x di Jaime Hernandez (10 pagine) - Ricordando con ira di Carlos Nine (2 pagine) - I pionieri dell'avventura umana: Avventura in Malesia di François Boucq (5 pagine) - Il teorema di Bell di Schultheiss (15 pagine) - Joe Galaxy: Oooooll di Massimo Mattioli (6 pagine) - Solange di Cinzia Ghigliano, Marco Tomatis (11 pagine) - Satisfaction guaranteed di Franco Saudelli (2 pagine) |                    |                    |
| 58 | Settembre 1989     | Dave Stevens       |
| - Cavalleria di Maurizio Mantero, Giancarlo Berardi - Arzach di Jean Giraud - Grazie sig. Nuys di Peirò - Il caso del carro funebre di Alex Toth - Carlito di Carlos Nine - Kraken: Oro sporco di Jordi Bernet Cussò, Antonio Segura - Rivoluzione Francese: La resa dei conti di Patrick Jusseaume, Daniel Bardet - Rivoluzione Francese: Il patriota Palloy di Patrick Jusseaume, Daniel Bardet - Neve: Le nebbie cieche di Christian Martinez, Didier Conrad |                    |                    |
| 59 | Ottobre 1989       | Rodolfo Torti      |
| - Ab irato di Jordi Bernet Cussò, Enrique Sanchez Abuli (15 pagine) - Angeli d'acciaio: Gli artigli dell'aquila di Victor De La Fuente, Victor Mora (14 pagine) - Jan Karta: I giorni delle cagoule di Rodolfo Torti, Roberto Dal Pra (14 pagine) - Parque chas: La larva di Eduardo Risso, Ricardo Barreiro (8 pagine) - Il cueros di Peirò (9 pagine) - Giuli Bai di Ivo Milazzo, Giancarlo Berardi (9 pagine) - La tempesta di Cristina Breccia (10 pagine) - I pionieri della avventura umana: Racconti della Bretagna profonda di François Boucq (6 pagine) - Pam & Peter di Sergio Zaniboni, Luigi Mignacco (12 pagine) - Spirit: Hanzel und Gretel (Sunday, July 13, 1947) di Jerry Grandenetti, Will Eisner (7 pagine) - Little Ego di Vittorio Giardino (3 pagine) |                    |                    |
| 60 | Novembre 1989      | Massimo Rotundo    |
| - Sera Torbara: Le lacrime di Giuda di Massimo Rotundo, Giuseppe Ferrandino - Jan Karta: I giorni della canaglia di Rodolfo Torti, Roberto Dal Pra - Angeli d'acciaio: Gli artigli dell'aquila di Victor De La Fuente, Victor Mora - Parque chas: Finale a tutta orchestra di Eduardo Risso, Ricardo Barreiro - Ab Irato di Jordi Bernet Cussò, Enrique Sanchez Abuli - Pam & Peter di Sergio Zaniboni, Luigi Mignacco - Joe Galaxy: Baba Looma di Massimo Mattioli - Spirit: Cenerentola (Sunday, October 10, 1947) di Will Eisner, Jerry Grandenetti (7 pagine) |                    |                    |
| 61 | Novembre 1989      | Vittorio Giardino  |
| - Sera Torbara: Le lacrime di Giuda di Massimo Rotundo, Giuseppe Ferrandino (15 pagine) - Jan Karta: I giorni delle cagoule di Rodolfo Torti, Roberto Dal Pra (20 pagine) - Lupino Stavorinsky: Un proiettile perduto di O'Kif (5 pagine) - Angeli d'acciaio: Gli artigli dell'aquila di Victor De La Fuente, Victor Mora (17 pagine) - Little ego di Vittorio Giardino (3 pagine) - Pam & Peter di Sergio Zaniboni, Luigi Mignacco (16 pagine) - Joe Galaxy: My feet di Massimo Mattioli (6 pagine) - Ab Irato di Jordi Bernet Cussò, Enrique Sanchez Abuli (23 pagine) |                    |                    |
| 62 | Dicembre 1989      | Ivo Milazzo        |
| - Natale in bassa Baviera di Rodolfo Torti, Ottavio De Angelis - I pionieri dell'avventura umana: I selvaggi sono primitivi di François Boucq - Matt Strew di Franz Drappier - Tom's bar: Bianco Natale di Ivo Milazzo, Giancarlo Berardi - Parque chas: Finale a tutta orchestra di Eduardo Risso, Ricardo Barreiro - Cose di famiglia di Peirò - Lupino Stavorinsky: I ragni di O'Kif, Luca De Santis - Sera Torbara: Le lacrime di Giuda di Massimo Rotundo, Giuseppe Ferrandino - Dracula di Alberto Breccia - La fuga di Hermann Huppen - Lucky di Maurizio Mantero, Giancarlo Berardi - Spirit: Thorne Strand di Will Eisner (7 pagine) |                    |                    |

## 1990
| Nr. | Data pubblicazione | Copertina              |
| --- | ------------------ | ---------------------- |
| 63 | Gennaio 1990       | Corrado Roi            |
| - Le femmine incantate: Il muro dipinto di Roberto Raviola - Bronx: L'attore di Alberto Saichann - Dylan Dog: Gli inquilini arcani di Corrado Roi, Tiziano Sclavi - Marina di O'Kif, Camogli - L'esca di Peirò - Big City: Muri di Will Eisner - La stagione della muta di Fiorella Mastroluca - Stella Noris: Forever di Roberto Baldazzini, Lorena Canossa - Thorgal: Il signore delle montagne di Grzegorz Rosinski, Jean Van Hamme |                    |                        |
| 64 | Febbraio 1990      | Magnus                 |
| - O Carnavao di Franco Saudelli, Massimo Rotundo (6 pagine) - Cappella di Biard (6 pagine) - I Pionieri: La legge del grande nord di François Boucq (3 pagine) - Dan Morrison di Ugolino Cossu (12 pagine) - La Bionda: Bondage palace il ritorno di Franco Saudelli (12 pagine) - Le femmine incantate: I fiori operosi di Roberto Raviola (6 pagine) - Undermedanos: Il pellegrino di Angel Lito Fernandez, Gustavo Armayor (8 pagine) - Big City: Muri di Will Eisner (2 pagine) - Neve: La morte del corvo di Christian Martinez, Didier Conrad (46 pagine) |                    |                        |
| 65 | Marzo 1990         | Franco Saudelli        |
| - Le femmine incantate: La pelle bugiarda di Roberto Raviola (6 pagine) - Due passerotti di Peirò (6 pagine) - Undermedanos: Amore contrastato di Angel Lito Fernandez, Gustavo Armayor (8 pagine) - Mazepa di Jacutovic, Burda (16 pagine) - Big City: Muri di Will Eisner (1 pagina) - Nebbia sul ponte di Tolbiac (prima parte) di Jacques Tardi, Leo Malet (10 pagine) - La Bionda: Bondage palace il ritorno (seconda parte) di Franco Saudelli (11 pagine) - Hans: La legge d'Ardelia di Grzegorz Rosinski, Andre-Paul Duchateau (46 pagine) |                    |                        |
| 66 | Aprile 1990        | Giancarlo Alessandrini |
| - Martin Mystère di Giancarlo Alessandrini, Alfredo Castelli - I pionieri dell'avventura umana di François Boucq - Guerra calda: Tovarisc Nina di Massimo Rotundo - Stella Noris: Senza ritorno di Roberto Baldazzini, Lorena Canossa - Nebbia sul ponte di Tolbiac di Jacques Tardi, Leo Malet - La Bionda: Bondage palace il ritorno (terza parte) di Franco Saudelli - Le femmine incantate: Fontane fredde di Roberto Raviola - I diritti umani: Il responsabile di Rodolfo Torti, Ottavio De Angelis - Giuli Bai & co: Un ricco paio di stivaloni di Ivo Milazzo, Giancarlo Berardi - Sera Torbara: Barcarola di Massimo Rotundo, Giuseppe Ferrandino - Joe Galaxy: Vamos di Massimo Mattioli - John il mozzo di Maurizio Mantero, Giancarlo Berardi - Spirit: Un lento battello per Shangai di Will Eisner (7 pagine) |                    |                        |
| 67 | Maggio 1990        | Massimo Rotundo        |
| - Esotica: Eroi di Franco Saudelli, Massimo Rotundo - Giuli Bai & co: A tutto gas di Ivo Milazzo, Giancarlo Berardi - Guerra calda: Tovarisc Nina di Massimo Rotundo - Stella Noris: Senza ritorno di Roberto Baldazzini, Lorena Canossa - La Bionda: Bondage palace il ritorno di Franco Saudelli - Nebbia sul ponte di Tolbiac di Jacques Tardi, Leo Malet - Sydney Bruce: L'indiano blu di Francis Carin, François Rivière |                    |                        |
| 68 | Giugno 1990        | Roberto Baldazzini     |
| - Giulietta e Romeo di Guido Crepax (6 pagine) - La donna cannone di Livio Oliviero (2 pagine) - Spirit: Sand saref di Will Eisner (7 pagine) - Stella Noris: Senza ritorno di Roberto Baldazzini, Lorena Canossa (12 pagine) - Tovarisc Nina: Guerra calda di Massimo Rotundo (15 pagine) - Nebbia sul ponte di Tolbiac di Jacques Tardi, Leo Malet (18 pagine) - Neve: Alba rossa di Christian Martinez, Didier Conrad (48 pagine) |                    |                        |
| 69 | Luglio 1990        | Will Eisner            |
| - Spitit: Operazione Parigi di Will Eisner, Andr Leblanc (7 pagine) - Guerra calda: Tovarisc Nina di Massimo Rotundo (21 pagine) - Stella Noris: Senza ritorno di Roberto Baldazzini, Lorena Canossa (12 pagine) - Nebbia sul ponte di Tolbiac di Jacques Tardi, Leo Malet (21 pagine) - Il teorema di Bell: La soluzione di Schultheiss (46 pagine) |                    |                        |
| 70 | Agosto 1990        | Ignacio Noè            |
| - I pionieri dell'avventura umana: L'artista di François Boucq (4 pagine) - Nuvola Rossa di Walter Chendi (5 pagine) - Hyperion di Franz Drappier, Andre-Paul Duchateau (52 pagine) - Bronx: Il batterista di Alberto Saichann (10 pagine) - Mate Cossido l'inafferrabile di Peirò, Sergio Almendro (12 pagine) - Undermedanos: Gli innocenti di Angel Lito Fernandez, Gustavo Armayor (8 pagine) - L'illusionista di Anna Brandoli, Ottavio De Angelis (8 pagine) - Tutto e anche Penny... a migliaia di chilometri da casa di Hymeh (10 pagine) - I diritti umani: Posto di frontiera di Sergio Toppi (8 pagine) |                    |                        |
| 71 | Settembre 1990     | Giancarlo Alessandrini |
| - Le avventure di Blake e Mortimer: Le tre formule del professor Sato II di Edgar P. Jacobs (15 pagine) - I casi di Dominic Fortune: Il caso del mediatore del potere di Howard Chaykin, Len Wein (13 pagine) - Spring 1982 di Jaime Hernandez (12 pagine) - I diritti umani: Dio Peppino di Sergio Toppi (8 pagine) - Il paperotto Saubon di Carlos Nine (4 pagine) - Undermedanos di Fernando Fernández, Gustavo Armayor (8 pagine) - Bocca del Diavolo di François Boucq, Jerome Charyn (38 pagine) - Martin Mystère di Giancarlo Alessandrini, Alfredo Castelli (10 pagine) |                    |                        |
| 72 | Ottobre 1990       | Corrado Roi            |
| - Dylan Dog: Gli inquilini arcani: L'appartamento N13 di Corrado Roi, Tiziano Sclavi - Bronx: L'affare di Alberto Saichann - Il cinese e la russa di Peirò - I diritti umani: Articolo 7 di Sergio Toppi - Il paperetto Saubon di Carlos Nine - Mechanics: Macan-x di Jaime Hernandez - Bocca del Diavolo di François Boucq, Jerome Charyn |                    |                        |
| 73 | Novembre 1990      | Magnus                 |
| - Giulietta e Romeo: Il volo di Giulietta di Guido Crepax (6 pagine) - Superfly di Ivo Milazzo, Giancarlo Berardi (8 pagine) - Le femmine incantate: La ragazza selvatica di Roberto Raviola (7 pagine) - Lacas en las cabezas di Jaime Hernandez (6 pagine) - Cantastorie di Massimo Rotundo (8 pagine) - Bronx di Alberto Saichann (10 pagine) - Il paperotto Saubon: Ossessione di vendetta di Carlos Nine (6 pagine) - Cordoba blues di Peirò (7 pagine) - Bocca del Diavolo di François Boucq, Jerome Charyn (37 pagine) - Le avventure di Blak e Mortimer: Le tre formule del professor Sato II di Edgar P. Jacobs (11 pagine) |                    |                        |
| 74 | Dicembre 1990      | Rodolfo Torti          |
| - Nonno Natale di Rodolfo Torti, Ottavio De Angelis - Le avventure di Blake e Mortimer: Le tre formule del professor Sato II di Edgar P. Jacobs - Barokko: Tragicomixage di Paolo Bacilieri - Storia d'amore e di fiume di Peirò - Penny Century: T42 di Jaime Hernandez - L'amante del Doge di Alarico Gattia - Giulietta e Romeo: Giulietta e l'okapia di Guido Crepax - Night Taxi di Schultheiss - Camera mobiliata di Maurizio Mantero, Giancarlo Berardi |                    |                        |

## 1991
| Nr. | Data pubblicazione | Copertina              |
| --- | ------------------ | ---------------------- |
| 75 | Gennaio 1991       | Giancarlo Alessandrini |
| - Martin Mystère di Giancarlo Alessandrini, Alfredo Castelli - Drin... di Ivo Milazzo, Giancarlo Berardi - Afghanistan (prima puntata) di Attilio Micheluzzi - Agenzia Fusillo: Luigi il cassiere di Fiorella Mastroluca - Mechanics: Mechan-x piccolo mostro di Jaime Hernandez - Confraternita di Peirò - Vedi Napoli e poi muori di Livio Oliviero - I pionieri dell'avventura umana: Leonardo di François Boucq - Night Taxi di Schultheiss - Spirit: L'arresto di Sand Saref di Will Eisner |                    |                        |
| 76 | Febbraio 1991      | ?                      |
| - Dracula: Dracula Vlad? Bah... di Alberto Breccia - Spirit: Siken Floss di Will Eisner, Jerry Grandenetti - Le femmine incantate: La guardiana del ponte di Roberto Raviola - Afghanistan (seconda puntata) di Attilio Micheluzzi - Agenzia Fusillo: Leonandrea di Fiorella Mastroluca - Locas di Jaime Hernandez - Il seme di Peirò - Le memorie di Thelma Ritter: L'uomo da chiss dove di Ted Benoit, Pierre Nedjar - La moglie del mago: Saratoga primavera1956 - Mosca 1960 di François Boucq, Jerome Charyn - Giulietta e Romeo: Giulietta in Rasciomon di Guido Crepax - Bravo merlo di Roberto Perini |                    |                        |
| 77 | Marzo 1991         | Magnus                 |
| - Le memorie di Thelma Ritter: L'uomo da chiss dove di Ted Benoit, Pierre Nedjar (10 pagine) - Lucca comics story: La spedizione dei 1000 secondi di Silvio Camboni, Silvia Ziche, Alessandro Perina, Paolo Mottura, Roberto Santillo, Andrea Freccero, Alberto Lavoradori, Stefano Mirone (9 pagine) - Locas: Re dello spintone di Jaime Hernandez (10 pagine) - Afghanistan (terza e ultima puntata) di Attilio Micheluzzi (18 pagine) - Parque Chase II di Eduardo Risso, Ricardo Barreiro (10 pagine) - Le femmine incantate: La grande signora di Roberto Raviola (3 pagine) - Nuvola Rossa di Walter Chendi (5 pagine) - La moglie del mago di François Boucq, Jerome Charyn (14 pagine) - Mucho Mass: Un esordio spettacolare di Antonio Fara, Daniele Brolli (8 pagine) - Giulietta e Romeo: Giulietta e Malina di Guido Crepax (6 pagine) - Il ventre del Minotauro di M. Beltran (8 pagine) - Spirit: Pesce d'aprile di Will Eisner (7 pagine) |                    |                        |
| 78 | Aprile 1991        | Corrado Mastantuono    |
| - Nestor Burma: 120 Rue de la gare di Jacques Tardi, Leo Malet (12 pagine) - Lupino Stavorisky di O'Kif, Luca De Santis (6 pagine) - Locas: Rena la Regina e la vita a 34 anni di Jaime Hernandez (8 pagine) - Undermedanos: La giustizia dei mansueti di Angel Lito Fernandez, Gustavo Armayor (8 pagine) - Ombre cinesi di Ivo Milazzo, Giancarlo Berardi (4 pagine) - Storia di Anna di Peirò (9 pagine) - Le memorie di Thelma Ritter: L'uomo da chiss dove di Ted Benoit, Pierre Nedjar (11 pagine) - La moglie del mago di François Boucq, Jerome Charyn (22 pagine) - Mucho Mass: Esilarante a rischio di Antonio Fara, Daniele Brolli (8 pagine) - Il ventre del Minotauro di M. Beltran (10 pagine) - Roy Mann: Quante volte tornerai (prima parte) di Attilio Micheluzzi, Tiziano Sclavi (13 pagine) |                    |                        |
| 79 | Maggio 1991        | Corrado Roi            |
| - L'incubo finito di Corrado Roi, Tiziano Sclavi (15 pagine) - Mechanics (prima e seconda parte) di Jaime Hernandez (18 pagine) - Nestor Burma: 120 Rue de la gare di Jacques Tardi, Leo Malet (24 pagine) - La conquista del Messico di Ivo Milazzo, Giancarlo Berardi (4 pagine) - Il ventre del Minotauro (capitolo tre) di M. Beltran (7 pagine) - Roy Mann: Quante volte tornerai (seconda parte) di Attilio Micheluzzi, Tiziano Sclavi (18 pagine) - Le memorie di Thelma Ritter: L'uomo da chiss dove di Ted Benoit, Pierre Nedjar (12 pagine) - Mucho Mass: Incontri non occasionali di Antonio Fara, Daniele Brolli (8 pagine) - La moglie del mago: Saratoga-Springs; inverno 1973 di François Boucq, Jerome Charyn (12 pagine) - Spirit: Mostro! di Will Eisner, Jerry Grandenetti (7 pagine) |                    |                        |
| 80 | Giugno 1991        | Jaime Hernandez        |
| - Mucho Mass: Dico tutto a mamita (quarto capitolo) di Antonio Fara, Daniele Brolli (8 pagine) - Spirit: Questa Wild Rice di Will Eisner (7 pagine) - Nestor Burma: 120 Rue de la gare di Jacques Tardi, Leo Malet (20 pagine) - Mechanics (terza parte) di Jaime Hernandez (14 pagine) - Parque Chase II di Eduardo Risso, Ricardo Barreiro (10 pagine) - Kiki di François Boucq (2 pagine) - Il ventre del Minotauro (capitolo quattro) di M. Beltran (10 pagine) - Stray Toaster (prima parte) di Bill Sienkiewicz (25 pagine) - Roy Mann: Quante volte tornerai (terza e ultima parte) di Attilio Micheluzzi, Tiziano Sclavi (15 pagine) - Jungle Bungle di Sergio Aragones (2 pagine) - Le memorie di Thelma Ritter: L'uomo da chiss dove di Ted Benoit, Pierre Nedjar (11 pagine) |                    |                        |
| 81 | Luglio 1991        | Antonio Fara           |
| - Mucho Mass: Verso il sud di Antonio Fara, Daniele Brolli - Le memorie di Thelma Ritter: L'uomo da chiss dove di Ted Benoit, Pierre Nedjar - Mechanics di Jaime Hernandez - Il rapido di Peirò - Nestor Burma: 120 Rue de la gare di Jacques Tardi, Leo Malet - Il paperotto Saubon di Carlos Nine - Lupino Stavorinsky: L'edificio di O'Kif, Luca De Santis - Il ventre del Minotauro di M. Beltran - Nuvola Rossa: Lo spettro di Walter Chendi - Giulietta e Romeo: A cavallo della tigre di Guido Crepax - Jungle Bungle di Sergio Aragones, Giorgio Cavazzano - Pedagogia da marciapiede: La tentazione di Suor Cecilia di François Boucq - Stay Toaster (seconda parte) di Bill Sienkiewicz - Spirit di Will Eisner |                    |                        |
| 82 | Agosto 1991        | Dave Stevens           |
| - Lo strano caso del Dottor Abraham di François Schuiten, Benoit Peeters (12 pagine) - Zapping ascensionale di François Boucq (3 pagine) - Dominic Fortune di Howard Chaykin (15 pagine) - Bem di Gilberto Beto Hernandez (40 pagine) - L'arte di Saturno Biz di Rodolfo Torti, Ottavio De Angelis - La governante di Alarico Gattia (11 pagine) - Pedagogia da marciapiede: Il pericolo giallo di François Boucq (5 pagine) - Thorgal: Lupa di Grzegorz Rosinski, Jean Van Hamme (46 pagine) |                    |                        |
| 83 | Settembre 1991     | Corrado Mastantuono    |
| - Mucho Mass: Monte di Venere di Antonio Fara, Daniele Brolli (8 pagine) - Giulietta e Romeo: Black Out di Guido Crepax (6 pagine) - Jungle Bungle di Giorgio Cavazzano, Sergio Aragones (1 pagina) - Mechanics (quinta parte) di Jaime Hernandez (16 pagine) - Nestor Burma: 120 Rue de la Gare di Jacques Tardi, Leo Malet (18 pagine) - Ringside di Peirò (12 pagine) - Stray Toaster: Disordine (prima parte) di Bill Sienkiewicz (25 pagine) - Takuan di Emiliano Simeoni, Serge Le Tendre (22 pagine) |                    |                        |
| 84 | Ottobre 1991       | Dave Stevens           |
| - Rocketeer di Dave Stevens (14 pagine) - Mechanics di Jaime Hernandez (12 pagine) - Nestor Burma: 120 Rue de la gare di Jacques Tardi, Leo Malet (17 pagine) - La Bionda: Fobus III e dintorni di Franco Saudelli (14 pagine) - Stray Toasters: Disordine (seconda parte) di Bill Sienkiewicz (26 pagine) - Takuan di Emiliano Simeoni, Serge Le Tendre (16 pagine) - Jungle Bungle di Sergio Aragones, Giorgio Cavazzano (4 pagine) |                    |                        |
| 85 | Novembre 1991      | Claudio Castellini     |
| - Nathan Never: Luna di Claudio Castellini, Bepi Vigna (15 pagine) - Nestor Burma: 120 Rue de la gare di Jacques Tardi, Leo Malet (16 pagine) - Cuba 42 di Anna Brandoli, Ottavio De Angelis (16 pagine) - La Bionda: Fobus III e dintorni di Franco Saudelli (14 pagine) - Pedagogia da marciapiede: Il ribelle di François Boucq (4 pagine) - Takuan di Emiliano Simeoni, Serge Le Tendre (8 pagine) - Death Valley co: Assicurazioni sulla vita di Fernando De Felipe (8 pagine) - Rocketeer: Incubo in libert di Dave Stevens (14 pagine) - Nuvola Rossa: Livello 14 di Walter Chendi (4 pagine) - Spirit: Black Alley di Will Eisner, Jules Feiffer (7 pagine) |                    |                        |
| 86 | Dicembre 1991      | Franco Saudelli        |
| - Vaghe identit di Rodolfo Torti, Ottavio De Angelis (4 pagine) - Nuvola Rossa: Cuore di hurricane di Walter Chendi (2 pagine) - La storia immortale di Guido Crepax (8 pagine) - Jungle Bungle di Giorgio Cavazzano, Sergio Aragones (1 pagina) - Nestor Burma: 120 Rue de la gare di Jacques Tardi, Leo Malet (10 pagine) - Cuba 42 di Anna Brandoli, Ottavio De Angelis (15 pagine) - La Bionda Fobus III e dintorni (terza puntata) di Franco Saudelli (10 pagine) - Rocketeer (prima puntata) di Dave Stevens (9 pagine) - Frankie Strike: L'ultima rivoltante avventura di Frankie Strike reporter-disegnatore di François Boucq, Pierre Christin (14 pagine) - Spirit: L'ascensore di Will Eisner, Jerry Grandenetti, Jules Feiffer (7 pagine) - I diritti umani: Premio Nobel di Alarico Gattia (8 pagine) - Udo di Acquascura di Maurizio Di Vincenzo, Giuseppe Ferrandino (17 pagine)                                                          |                    |                        |

## 1992
| Nr. | Data pubblicazione | Copertina              |
| --- | ------------------ | ---------------------- |
| 87 | Gennaio 1992       | Anna Brandoli          |
| - La Bionda: Fobus III e dintorni di Franco Saudelli (9 pagine) - Cuba '42 di Anna Brandoli, Ottavio De Angelis (15 pagine) - Nestor Burma: 120 Rue de la gare di Jacques Tardi, Leo Malet (8 pagine) - Rocketeer di Dave Stevens (10 pagine) - Udo di Acquascura di Maurizio Di Vincenzo, Giuseppe Ferrandino (14 pagine) - Thorgal: La guardiana del cielo di Grzegorz Rosinski, Jean Van Hamme (46 pagine) |                    |                        |
| 88 | Febbraio 1992      | Sergio Toppi           |
| - Takuan: Il libro di sangue di Emiliano Simeoni, Serge Le Tendre - Ipotesi 1492 di Sergio Toppi - Nestor Burma: 120 Rue de la gare di Jacques Tardi, Leo Malet - Rocketeer di Dave Stevens - La Bionda: Fobus III e dintorni di Franco Saudelli - Udo di Acquascura di Maurizio Di Vincenzo, Giuseppe Ferrandino - Nuvola Rossa: La leggenda di Walter Chendi - Sera Torbara: Gavotta di Massimo Rotundo, Giuseppe Ferrandino - Pedagogia da marciapiede: Il volto oscuro della reincarnazione di François Boucq |                    |                        |
| 89 | Marzo 1992         | Alarico Gattia         |
| - Takuan: Il libro di sangue di Emiliano Simeoni, Serge Le Tendre - Stella Noris: La maschera di sangue (prima parte) di Roberto Baldazzini, Lorena Canossa - Nestor Burma: 120 Rue de la gare di Jacques Tardi, Leo Malet - Rocketeer di Dave Stevens - La Bionda: Fobus III e dintorni di Franco Saudelli - La vita delle ombre di Antonio Fara, Daniele Brolli - Pedagogia da marciapiede di François Boucq - Soul di Fernando De Felipe - Sera Torbara: Albergo non troppo vivace di Massimo Rotundo, Giuseppe Ferrandino - Doppia personalit di Alarico Gattia |                    |                        |
| 90 | Aprile 1992        | Roberto Baldazzini     |
| - La vita delle ombre di Antonio Fara, Daniele Brolli - Stella Noris: La maschera di sangue (seconda parte) di Roberto Baldazzini, Lorena Canossa - Nestor Burma: 120 Rue de la gare di Jacques Tardi, Leo Malet - Sogni di bambini (prima parte) di Katsuhiro Ōtomo - Rocketeer di Dave Stevens - Takuan: Il libro di sangue di Emiliano Simeoni, Serge Le Tendre - Il vero Robin Hood di Jaye, Gary Erskine - Sera Torbara: Quadriglia di Massimo Rotundo, Giuseppe Ferrandino - Nuvola Rossa: FS 835231 di Walter Chendi |                    |                        |
| 91 | Maggio 1992        | Massimo Rotundo        |
| - Margot in Badtown (prima parte) di Massimiliano Frezzato, Jerome Charyn (12 pagine) - Nuvola Rossa: Nehtong di Walter Chendi (3 pagine) - Stella Noris: La maschera di sangue (terza ed ultima parte) di Roberto Baldazzini, Lorena Canossa (12 pagine) - Sogni di bambini (seconda parte) di Katsuhiro Ōtomo (10 pagine) - Nestor Burma: 120 Rue de la gare di Jacques Tardi, Leo Malet (12 pagine) - Rocketeer di Dave Stevens (11 pagine) - Sera Torbara: Gran finale di Massimo Rotundo, Giuseppe Ferrandino (4 pagine) - Il vero Robin Hood di Jaye, Gary Erskine (16 pagine) - La vita delle ombre di Antonio Fara, Daniele Brolli (6 pagine) - I diritti umani: Il droppo (art.17) di Corrado Mastantuono (8 pagine) - Soul: New reading. Arizona di Fernando De Felipe, Vane (6 pagine) - Pedagogia da marciapiede: Minaccia nel cielo di François Boucq (6 pagine) |                    |                        |
| 92 | Giugno 1992        | Giancarlo Alessandrini |
| - Martin Mystère di Giancarlo Alessandrini, Alfredo Castelli - Sogni di bambini (terza parte) di Katsuhiro Ōtomo - Barokko: Erika! di Paolo Bacilieri - Parque Chase II di Eduardo Risso, Ricardo Barreiro - Margot in Badtown (seconda parte) di Massimiliano Frezzato, Jerome Charyn - Neve: Intermezzo di Christian Martinez, Didier Conrad - La via delle ombre di Antonio Fara, Daniele Brolli |                    |                        |
| 93 | Luglio 1992        | Corrado Mastantuono    |
| - Margot in Badtown (terza ed ultima parte) di Massimiliano Frezzato, Jerome Charyn - Sogni di bambini (quarta ed ultima parte) di Katsuhiro Ōtomo - Parque Chas II di Eduardo Risso, Ricardo Barreiro - La città morta di Giampiero Casertano, Stefano Marino - Gran Bollito di Riccardo Mannelli - Il vero Robin Hood di Jaye, Gary Erskine - Neve: Intermezzo di Christian Martinez, Didier Conrad - Soul: New reading. Arizona di Fernando De Felipe, Vane |                    |                        |
| 94 | Agosto 1992        | Dave Stevens           |
| - I diritti umani: Spirito di servizio (art.29) di Cinzia Ghigliano, Marco Tomatis (8 pagine) - Le donne, i cavalieri, l'arme e gli amori di Roberto Diso (12 pagine) - Pedro Perez, detective di Peirò - Anno Domini di Maurizio Di Vincenzo, Lorenzo Bartoli (12 pagine) - Finnegan di Luigi Siniscalchi, Manuel Morini (22 pagine) - Brutta mocciosa di Beuriot, Gabrielle Borile (14 pagine) - Thorgal: La spada del sole di Grzegorz Rosinski, Jean Van Hamme (46 pagine) |                    |                        |
| 95 | Settembre 1992     | Rodolfo Torti          |
| - Valentina: Entr'acte di Guido Crepax - Pedagogia da marciapiede: Il miracolo della vita di François Boucq - Jan Karta: Ritorno a Berlino di Rodolfo Torti, Roberto Dal Pra - Sogni di bambini - Parque Chas II di Eduardo Risso, Ricardo Barreiro - Una sbronza colossale di Jacques Tardi - Diario Orientale di Jacques Ferrandez - Nuvola Rossa: Periferia citofonare... di Walter Chendi |                    |                        |
| 96 | Ottobre 1992       | Giovanni Ticci         |
| - Tex: Un caldo pomeriggio di Giovanni Ticci, Guido Nolitta Sergio Bonelli - Jan Karta: Ritorno a Berlino di Rodolfo Torti, Roberto Dal Pra - Marilyn Monroe di Gianni De Luca, Marco Di Tillo - Ogo Niok di Sergio Toppi - Martin Mystère di Giancarlo Alessandrini, Alfredo Castelli - Diario orientale di Jacques Ferrandez - Joe Indiana di Francesca Ghermandi |                    |                        |
| 97 | Novembre 1992      | Bruno Ramella          |
| - Joe Indiana di Francesca Ghermandi (12 pagine) - Tot di Gianni De Luca, Marco Di Tillo (10 pagine) - Jan Karta: Ritorno a Berlino di Rodolfo Torti, Roberto Dal Pra (19 pagine) - Storie tapine: Leda di Roberto Marchionni (9 pagine) - Sogni di bimbi (8 pagine) - Nick Raider di Bruno Ramella, Claudio Nizzi (16 pagine) - Diario orientale di Jacques Ferrandez - Gran bollito di Riccardo Mannelli - Pedagogia da marciapiede: Mea culpa di François Boucq (3 pagine) |                    |                        |
| 98 | Dicembre 1992      | Roberto Diso           |
| - La recita di Rodolfo Torti, Ottavio De Angelis - L'amico conosciuto di Guido Crepax - Barokko: Conad di Paolo Bacilieri - Sogni di bambini - Storie tapine: Seni di Roberto Marchionni - Mister No: Amazzonia mon amour di Roberto Diso, Guido Nolitta Sergio Bonelli (16 pagine) - Diario orientale di Jacques Ferrandez - Joe Indiana di Francesca Ghermandi - Nuvola Rossa: Red Cloud di Walter Chendi |                    |                        |

## 1993
| Nr. | Data pubblicazione | Copertina              |
| --- | ------------------ | ---------------------- |
| 99 | Gennaio 1993       | Bruno Ramella          |
| - Nick Raider di Bruno Ramella, Claudio Nizzi - Sogni di bambini - Storie tapine: Il cruccio del sabato di Roberto Marchionni - Free Climbing di Roberto Diso - Il pilota di Peirò - Animali: Soldi di Davide Toffolo, Massimo Mattioli - Nestor Burma: Dal benzinaio di Jacques Tardi, Leo Malet - Joe Indiana: Fuego di Francesca Ghermandi - Country di Massimo Rotundo |                    |                        |
| 100 | Febbraio 1993      | Claudio Castellini     |
| - Lagrima de la pasion di Leila Marzocchi - America di Emiliano Simeoni, Roberto Dal Pra - Animali: La visita di Davide Toffolo, Massimo Mattioli - Sogni di bambini - Gran bollito di Riccardo Mannelli - Storie tapine: Primo amore teofrasto di Roberto Marchionni - Nathan Never: Talia di Claudio Castellini, Bepi Vigna - Il vero Robin Hood di Jaye, Gary Erskine - 221 bis Via dei lill di François Boucq, Croquet - L'anno del fuoco di Jacques Ferrandez |                    |                        |
| 101 | Marzo 1993         | Claudio Castellini     |
| - Nathan Never: Talia di Claudio Castellini, Bepi Vigna (12 pagine) - Animali: Pomeriggio al sole di Davide Toffolo, Massimo Mattioli (10 pagine) - Sogni di bambini (30 pagine) - Ricreazione di François Boucq, Jamie Delano (2 pagine) - Gran bollito di Riccardo Mannelli (4 pagine) - Faccia di luna: La cattedrale invisibile di François Boucq, Aleiandro Jodorowsky (19 pagine) - L'anno del fuoco di Jacques Ferrandez (14 pagine) - Lagrima de la pasion di Leila Marzocchi (12 pagine) |                    |                        |
| 102 | Aprile 1993        | Corrado Mastantuono    |
| - Nick Raider di Bruno Ramella, Claudio Nizzi (15 pagine) - Animali: Una promessa di Davide Toffolo, Massimo Mattioli (9 pagine) - Memorie di un reporter di François Boucq, Tronchet (4 pagine) - Sogni di bambini (21 pagine) - Le grinfie del destino di Beja, Natael (12 pagine) - Soul di Fernando De Felipe, Vane (6 pagine) - L'anno del fuoco di Jacques Ferrandez (12 pagine) - Lagrima de la pasion di Leila Marzocchi (12 pagine) - Faccia di luna: La cattedrale invisibile di François Boucq, Aleiandro Jodorowsky (17 pagine)                                                                       |                    |                        |
| 103 | Maggio 1993        | Giancarlo Alessandrini |
| - Martin Mystère di Giancarlo Alessandrini, Alfredo Castelli (20 pagine) - L'anno del fuoco di Jacques Ferrandez (15 pagine) - Lagrima de la pasion di Leila Marzocchi (10 pagine) - Faccia di luna: La cattedrale invisibile di François Boucq, Aleiandro Jodorowsky (16 pagine) - Animali: Scadenze di Davide Toffolo, Massimo Mattioli (9 pagine) - Sogni di bambini (15 pagine) - Storie tapine: Sebastiano di Roberto Marchionni (8 pagine) - Le grinfie del destino di Beja, Natael (14 pagine) |                    |                        |
| 104 | Giugno 1993        | Dave Stevens           |
| - Faccia di luna: La cattedrale invisibile di François Boucq, Aleiandro Jodorowsky (27 pagine) - Nestor Burma: C'ero non l'ho sognato di Jacques Tardi, Leo Malet (29 pagine) - L'anno del fuoco di Jacques Ferrandez (6 pagine) - Sogni di bambini (16 pagine) - Vecchie volpi di Vittorio Giardino (1 pagina) - Animali di Davide Toffolo, Massimo Mattioli (4 pagine) - Storie tapine: Elegia di Roberto Marchionni (10 pagine) - Le grinfie del destino di Beja, Natael (14 pagine) |                    |                        |
| 105 | Luglio 1993        | Dave Stevens           |
| - Llehs di John Bolton, Graham Marks (17 pagine) - La sai quella dei due orchi del sindaco e di sua figlia? di John Bolton, John Duffy (8 pagine) - Faccia di luna: La cattedrale invisibile di François Boucq, Aleiandro Jodorowsky (21 pagine) - Soul di Fernando De Felipe, Vane (6 pagine) - I pionieri dell'avventura umana: Giochi di muscoli, giochi di maiuscole di François Boucq (5 pagine) - Sogni di bambini (25 pagine) - Troppo onore di Vittorio Giardino (2 pagine) - Prigioniero del tempo di Alberto Giolitti, Giorgio Pedrazzi (7 pagine) - Le grinfie del destino di Beja, Natael (13 pagine) |                    |                        |
| 106 | Agosto 1993        | Dave Stevens           |
| - King Kong la grande scimmia di Corrado Mastantuono (10 pagine) - I pionieri dell'avventura: La tigre del Bengala di François Boucq (5 pagine) - Adele e la bestia di Jacques Tardi (46 pagine) - In nome del diavolo: Sacrificio di Esteban Maroto (8 pagine) - Jennifer di Bernie Wrightson (10 pagine) - Lester Cockney: La separazione di Franz Drappier (45 pagine) |                    |                        |
| 107 | Settembre 1993     | Sergio Toppi           |
| - Death (MORTE) parla della vita di Dave Mckean, Neil Gaiman (7 pagine) - Soul di Fernando De Felipe, Vane (6 pagine) - Il gigante Italiano di Anna Brandoli, Ottavio De Angelis (19 pagine) - Le grinfie del destino di Beja, Natael (14 pagine) - Neve: Il Diavolo di Christian Martinez, Didier Conrad (46 pagine) |                    |                        |
| 108 | Ottobre 1993       | Sergio Toppi           |
| - Soul di Fernando De Felipe, Vane (6 pagine) - Il mercato dei folletti di John Bolton, Rosetti (9 pagine) - Il gigante Italiano di Anna Brandoli, Ottavio De Angelis (17 pagine) - Le grinfie del destino di Beja, Natael (13 pagine) - Drem Drama: Dramma di Roberto Marchionni, Ottavio Gibertini (13 pagine) - Augustin di Arnaud Dombre (31 pagine) |                    |                        |
| 109 | Novembre 1993      | ?                      |
| - Lo scozzese di Biard (12 pagine) - Il gigante italiano di Anna Brandoli, Ottavio De Angelis (10 pagine) - Le grinfie del destino di Beja, Natael (13 pagine) - Orario d'ufficio da lunedì a venerdì dalle 9 alle 17 di John Bolton, Chris Claremont (8 pagine) - Augustin di Arnaud Dombre (27 pagine) - Sfiga bestiale di Marianne Duvivier (9 pagine) - Dream Drama: Commedia (seconda puntata) di Ottavio Gibertini, Roberto Marchionni (9 pagine) |                    |                        |
| 110 | Dicembre 1993      | Corrado Mastantuono    |
| - Betty Brisk: L'occhio nel cielo di Pierre Nedjar (62 pagine) - Le grinfie del destino di Beja, Natael (7 pagine) - Corso legale di Martin Salvador, Suner (8 pagine) - Cronache dal nuovo mondo di Alberto Breccia (8 pagine) - Puzzle di Jos Ortiz, Antonio Segura (8 pagine) |                    |                        |

## 1994
| Nr. | Data pubblicazione | Copertina           |
| --- | ------------------ | ------------------- |
| 111 | Gennaio 1994       | François Bourgeon   |
| - La storia di Cyann di François Bourgeon, Claude Lacroix (48 pagine) - Dream drama: Planet love di Ottavio Gibertini, Roberto Marchionni (13 pagine) - Scambio imprevisto di Guido Crepax (20 pagine) - L'orrore della trincea di François Boucq (5 pagine) |                    |                     |
| 112 | Febbraio 1994      | Sergio Toppi        |
| - La storia di Cyann (seconda parte) di François Bourgeon, Claude Lacroix (62 pagine) - Opera: il barbiere di Siviglia di Massimo Rotundo, Giuseppe Ferrandino (9 pagine) - Anteprima di Sergio Toppi (13 pagine) - La via del guerriero di François Boucq (3 pagine) |                    |                     |
| 113 | Marzo 1994         | Sergio Toppi        |
| - Dream drama: Lieto fine di Ottavio Gibertini, Roberto Marchionni (11 pagine) - Bullit Joe di Laurent Theureau (20 pagine) - Frank Zappa di Nestore Del Boccio (4 pagine) - Note bianche di Marianne Duvivier (5 pagine) - Un regalo per Leila di Marianne Duvivier (7 pagine) - Opera: Don Chisciotte di Emiliano Simeoni, Michelangelo La Neve (7 pagine) - Piccolo grande Bogey di Guido Crepax (14 pagine) - Big Charlie di Federico Brusco, Virginia Woolf (3 pagine) - L'agonia di Haffer. Il ruffiano malinconico di José Muñoz, Roberto Artl (11 pagine) - Il cimitero recalcitrante di François Boucq (2 pagine) |                    |                     |
| 114 | Aprile 1994        | Sergio Toppi        |
| - Il futuro perduto di Knigge, Annie Goetzinger (57 pagine) - Intimit di François Boucq (4 pagine) - Il guardaspalle: But...alzati e cammina di Jos Ortiz, Antonio Segura (10 pagine) - Il guardaspalle: Un colpo basso di Jos Ortiz, Antonio Segura (10 pagine) - Il porco nella botte di Martin Salvador (8 pagine) |                    |                     |
| 115 | Maggio 1994        | Giuseppe Palumbo    |
| - Martin Mystère di Giuseppe Palumbo (8 pagine) - Udo di Acquascura: Il fiore nero di Maurizio Di Vincenzo, Giuseppe Ferrandino (46 pagine) - Paolino Paperino e il mistero di Marte di Federico Pedrocchi (18 pagine) - Il guardaspalle: Troppo profumo di Jos Ortiz, Antonio Segura (10 pagine) - Briefing di François Boucq (4 pagine) |                    |                     |
| 116 | Giugno 1994        | Corrado Mastantuono |
| - Inferno 1999 di Massimo Semerano (12 pagine) - Saturno contro la terra di Giovanni Scolari, Federico Pedrocchi (32 pagine) - Joe Indiana: Il caso Modoc di Francesca Ghermandi (46 pagine) - Tiber di Rodolfo Torti (3 pagine) |                    |                     |
| 117 | Luglio 1994        | Dave Stevens        |
| - Il dottor Faust di Gustavo Rosso, Federico Pedrocchi - Blueberry: Su ordine di Woshington di Jean Giraud, William Vance, Jean-Michel Charlier - Julien Boisvert: Neekibo di Michel Plessix, Didier Dieter |                    |                     |
| 118 | Agosto 1994        | Sergio Toppi        |
| - Il dottor Faust di Rino Albertarelli, Federico Pedrocchi (60 pagine) - Rudy X: Viaggio in oriente di Roberto Diso, Lorenzo Bartoli, Rinaldo Traini, Giorgio Pedrazzi (46 pagine) |                    |                     |
| 119 | Settembre 1994     | Sergio Toppi        |
| - Mac Coy: Il baule stregato di Antonio Hernández Palacios, Jean Pierre Gourmelen (47 pagine) - Virus: Il mago della foresta morta di Walter Molino, Federico Pedrocchi (39 pagine) - Ultimo sole d'estate di Giovanni Freghieri, Luis Arioli (6 pagine) - Nuovi trasporti amorosi di François Boucq (3 pagine) |                    |                     |
| 120 | Ottobre 1994       | Sergio Toppi        |
| |                    |                     |
| 121 | Novembre 1994      | Cinzia Leone        |
| - Yellow Kid: Le avventure di Yellow Kid di Corrado Mastantuono, Rinaldo Traini, Lorenzo Bartoli (8 pagine) - Ego di Georges Bess (8 pagine) - La vita un sogno di Alarico Gattia (7 pagine) - Gilda e il mago di Cinzia Leone (18 pagine) - Kit Carson: Cavaliere del west di Rino Albertarelli (20 pagine) - La tigre del Bengala contro la Creatura di François Boucq (6 pagine) - Inferno 1999 (parte 2) di Massimo Semerano (22 pagine) |                    |                     |
| 122 | Dicembre 1994      | Corrado Mastantuono |
| - Banbola d'avorio: Notti selvagge di Franz Drappier (46 pagine) - Inferno 1999 di Massimo Semerano (12 pagine) - L'isola Giovedì di Franco Caprioli (32 pagine) |                    |                     |

## 1995
| Nr. | Data pubblicazione | Copertina              |
| --- | ------------------ | ---------------------- |
| 123 | Gennaio 1995       | Giancarlo Alessandrini |
| - Paradiso d'inferno - Vogliadicane 2: Due mosche bianche di Silvio Cadelo - Rolling Stones di Nestore Del Boccio - Martin Mystère di Giuseppe Palumbo, Alfredo Castelli - L'isola Giovedì di Franco Caprioli |                    |                        |
| 124 | Febbraio 1995      | Giancarlo Alessandrini |
| - Vogliadicane 2: Due mosche bianche di Silvio Cadelo (46 pagine) - Martin Mystère: Amico treno di Giancarlo Alessandrini, Alfredo Castelli (8 pagine) - L'isola Giovedì di Franco Caprioli (22 pagine) |                    |                        |
| 125 | Marzo 1995         | Hugo Pratt             |
| - Un pallido sole primaverile (prima parte) di Hugo Pratt (11 pagine) - Julien Boisvert: Grisnoir di Michel Plessix, Didier Dieter (46 pagine) - Martin Mystère: Amico treno (secondo episodio) di Giuseppe Palumbo, Alfredo Castelli (8 pagine) - Fax da Sarajevo di Joe Kubert (12 pagine) |                    |                        |
| 126 | Aprile 1995        | Giancarlo Alessandrini |
| - Un pallido sole primaverile di Hugo Pratt (16 pagine) - Comanche: Un dollaro a tre facce di Michel Rouge, Michel Regnier (46 pagine) - Martin Mystère: Amico treno di Rodolfo Torti, Alfredo Castelli (8 pagine) - La storia di Teresina di Corrado Mastantuono (1 pagina) - Mitico Antoine di François Boucq, Delan (7 pagine) |                    |                        |
| 127 | Maggio 1995        | Hugo Pratt             |
| |                    |                        |
| 128 | Giugno 1995        | Sergio Toppi           |
| - Braccio di Ferro, il famoso marinaio creato da Elzie Segar di Elzie Crisler Segar (1 pagina) - Un pallido sole primaverile di Hugo Pratt (14 pagine) - Trent: L'Uomo morto di Luis Eduardo De Oliveira, Rodolphe Jacquette Rodolphe (46 pagine) - Martin Mystère di Lucia Arduini, Alfredo Castelli (8 pagine) - Diritti Umani: Il matrimonio di Irina Valienko di Sicomoro (8 pagine) - Malattia d'amore di François Boucq, Delan (2 pagine) |                    |                        |
| 129 | Luglio 1995        | Sergio Toppi           |
| |                    |                        |
| 130 | Agosto 1995        | Lucio Filippucci       |
| - Stella Polare (46 pagine) - L'amuleto di Tin Hinan di Lucio Filippucci, Alfredo Castelli (48 pagine) |                    |                        |
| 131 | Settembre 1995     | Lucio Filippucci       |
| |                    |                        |
| 132 | Ottobre 1995       | Jean Giraud            |
| |                    |                        |
| 133 | Novembre 1995      | Andrea Cascioli        |
| - Nathan Never: Terra di Andrea Cascioli, Bepi Vigna (12 pagine) - Gli scorpioni del deserto: Morgan R.N. di Hugo Pratt (11 pagine) - Il vagabondo dei limbi: La rottura di Ribera, Christian Godard (46 pagine) - La perla del deserto di François Boucq (5 pagine) |                    |                        |
| 134 | Dicembre 1995      | Andrea Cascioli        |
| - Nathan Never: Terra di Andrea Cascioli, Bepi Vigna - Gli scorpioni del deserto: Morgan R.N. di Hugo Pratt - Trent: Quando si accendono le luci di Luis Eduardo De Oliveira, Rodolphe Jacquette Rodolphe - I figli del sud: Beni Ounif 1904 di Jacques Ferrandez |                    |                        |

## 1996
| Nr. | Data pubblicazione | Copertina           |
| --- | ------------------ | ------------------- |
| 135 | Gennaio 1996       | Andrea Cascioli     |
| |                    |                     |
| 136 | Febbraio 1996      | Andrea Cascioli     |
| - Nathan Never: Terra di Andrea Cascioli, Bepi Vigna (11 pagine) - Gli scorpioni del deserto: Morgan R.N. di Hugo Pratt (10 pagine) - Jim Cutlass: L'uomo di New Orleans di Jean Giraud, Jean-Michel Charlier (29 pagine) - I figli del Sud: La strada degli scolari di Jacques Ferrandez (6 pagine) - I figli del Sud: Kbit di Jacques Ferrandez (20 pagine) |                    |                     |
| 137 | Marzo 1996         | Sergio Toppi        |
| - Gli scorpioni del deserto: Morgan R.N. di Hugo Pratt (8 pagine) - Julien Boisvert: Jkuri di Michel Plessix, Didier Dieter (46 pagine) - I figli del sud: Mascara 1905 di Jacques Ferrandez (10 pagine) - Blue Jane di Ramon Rosanas (8 pagine) |                    |                     |
| 138 | Aprile 1996        | Sergio Toppi        |
| - Gli scorpioni del deserto: Morgan R.N. di Hugo Pratt (10 pagine) - Yellow Kid: Sogni di sogni di Rinaldo Traini, Lorenzo Bartoli, Corrado Mastantuono (15 pagine) - I figli del Sud: Certificato di studi di Jacques Ferrandez (10 pagine) - I figli del Sud: Algeri 1914 di Jacques Ferrandez (6 pagine) - Il quaderno blu di André Juillard (21 pagine)   |                    |                     |
| 139 | Maggio 1996        | Corrado Mastantuono |
| - I quaderno blu: Il diario di Victor di André Juillard - Yellow Kid: Sogni di sogni di Corrado Mastantuono, Rinaldo Traini - Shamrock Song di Franz Drappier - Samsara di Guilherme De Almeida Prado, Hector Gmez Alisio |                    |                     |
| 140 | Giugno 1996        | Sergio Toppi        |
| - Shamrock Song di Franz Drappier - Yellow Kid: Sogni di sogni di Corrado Mastantuono, Rinaldo Traini - Il quaderno blu: Bob! di André Juillard - Samsara di Guilherme De Almeida Prado, Hector Gmez Alisio |                    |                     |
| 141 | Luglio 1996        | ?                   |
| - Shamrock Song di Franz Drappier (31 pagine) - Samsara di Guilherme De Almeida Prado, Hector Gmez Alisio (25 pagine) - Blue Jane. Diamonds are best girls friends (i diamanti sono i migliori amici delle donne) di Ramon Rosanas (12 pagine) |                    |                     |
| 142 | Agosto 1996        | Andreas Martens     |
| - Neve: I tre crimini di Giuda di Christian Martinez, Didier Conrad (46 pagine) - Cromwell Stone: Il ritorno di Cromwell Stone di Andreas Martens (46 pagine) |                    |                     |
| 143 | Settembre 1996     | Sergio Toppi        |
| - Big Guy: Rusty combatte da solo di Geoff Darrow, Frank Miller (32 pagine) - Nozze di stagno di Marianne Duvivier (6 pagine) - Leon lo strambo di De Crecy, Chomet (31 pagine) |                    |                     |
| 144 | Ottobre 1996       | ?                   |
| - Topolino contro Wolf di Floyd Gottfredson, Al Taliaferro, Ted Thwaites, Ted Osborne (31 pagine) - Topolino e il tesoro del Rajah di Bill Wright (32 pagine) |                    |                     |
| 145 | Novembre 1996      | ?                   |
| - Muso bianco (10 pagine) - Le indagini di Gille Hamesh: Il grido della camicia di Aleiandro Jodorowsky (12 pagine) - Big Guy: Alla riscossa di Geoff Darrow, Frank Miller (33 pagine) |                    |                     |
| 146 | Dicembre 1996      | Sergio Toppi        |
| - Blake & Mortimer: Il caso Francis Blake (prima parte) di Ted Benoit, Jean Van Hamme (21 pagine) - Leon lo strambo di De Crecy, Chomet (28 pagine) - Bourbon Thret: La setta infernale di Geoff Darrow (16 pagine) |                    |                     |

## 1997
| Nr. | Data pubblicazione | Copertina                 |
| --- | ------------------ | ------------------------- |
| 147 | Gennaio 1997       | Jean Giraud               |
| - Le avventure di Blake e Mortimer: Il caso Francis Blake di Ted Benoit, Jean Van Hamme (22 pagine) - Leon lo strambo di De Crecy, Chomet (29 pagine) - Giochi di bambini di Marianne Duvivier (8 pagine) - Discorso del capo Seatle al potente capo bianco che cerca di comprare da lui una parte di territorio indiano di Jean Giraud (3 pagine) |                    |                           |
| 148 | Febbraio 1997      | Jean Giraud               |
| - Blake & Mortimer: Il caso Francis Blake (terza parte) di Ted Benoit, Jean Van Hamme (23 pagine) - Leon lo strambo di De Crecy, Chomet (29 pagine) - L'ultima estate di Bernard Vrancken, Stephen Desberg (8 pagine) |                    |                           |
| 149 | Marzo 1997         | Dave Stevens              |
| - Rocketeer: La morte corre a met strada di Dave Stevens (27 pagine) - Leon lo strambo di De Crecy, Chomet (31 pagine) |                    |                           |
| 150 | Aprile 1997        | François Schuiten         |
| - Bourbon Thret: Anche agli squali piace la Coca Cola di Geoff Darrow (21 pagine) - Le città oscure: Samaris di François Schuiten, Benoit Peeters (44 pagine) |                    |                           |
| 151 | Maggio 1997        | Corrado Mastantuono       |
| - Julien Boisvert: Charles di Michel Plessix, Didier Dieter (46 pagine) - Gli adoratori del supremo assente di Guillou, Matinet (28 pagine) |                    |                           |
| 152 | Giugno 1997        | ?                         |
| |                    |                           |
| 153 | Luglio 1997        | Gine (Christian Martinez) |
| |                    |                           |
| 154 | Settembre 1997     | François Boucq            |
| - I denti dello squalo di François Boucq (75 pagine) |                    |                           |
| 155 | Ottobre 1997       | Jacques Ferrandez         |
| - Il centenario di Jacques Ferrandez (63 pagine) |                    |                           |
| 156 | Novembre 1997      | Sergio Toppi              |
| - Rivan Ryan di Yildirim Orer, Roberto Genovesi (16 pagine) - Jonathan Cartland: Il segno del diavolo di Michel Blanc-Dumont, Laurence Harl (57 pagine) |                    |                           |
| 157 | Dicembre 1997      | Massimo Rotundo           |
| - La sultana bianca di Annie Goetzinger, Pierre Christin - Rivan Ryan: Un killer dall'oltretomba |                    |                           |

## 1998
| Nr. | Data pubblicazione | Copertina                 |
| --- | ------------------ | ------------------------- |
| 158 | Gennaio 1998       | Benito Jacovitti          |
| - Neve: La breccia di Christian Martinez, Didier Conrad (46 pagine) - Rivan Ryan: Il ritorno del non morto di Yildirim Orer, Roberto Genovesi (16 pagine) |                    |                           |
| 159 | Febbraio 1998      | ?                         |
| - Takuan: La madre dei dolori di Emiliano Simeoni, Serge Le Tendre - Rivan Ryan: Il ritorno del non morto                                                 |                    |                           |
| 160 | Marzo 1998         | ?                         |
| - Finkel: Genos di Christian Martinez, Didier Conrad - Ghost in the Shell                                                                                 |                    |                           |
| 161 | Aprile 1998        | Gine (Christian Martinez) |
| - Finkel: Genos di Christian Martinez, Didier Conrad - Ghost in the Shell                                                                                 |                    |                           |
| 162 | Maggio 1998        | ?                         |
| - Neve: La canzone del muto di Christian Martinez, Didier Conrad (19 pagine) - Caraiba di Flavio Colin (10 pagine) - Ghost in the Shell (20 pagine)       |                    |                           |
| 163 | Giugno 1998        | Gine (Christian Martinez) |
| - Neve: La canzone del muto di Christian Martinez, Didier Conrad (27 pagine) - Ghost in the Shell di Mamoru Oshii, Masamune Shirow (20 pagine)            |                    |                           |
| 164 | Luglio 1998        | Jean Giraud               |
| |                    |                           |
| 165 | Settembre 1998     | Jean Giraud               |
| |                    |                           |
| 166 | Ottobre 1998       | Jean-Pierre Gibrat        |
| - Bassa marea di Jean-Pierre Gibrat, Daniel Pecqueur |                    |                           |
| 167 | Dicembre 1998      | Jean-Claude Mézières      |
| - Valerian: Gli ostaggi dell'Uktralum di Jean-Claude Mézières, Pierre Christin (59 pagine)                                                                |                    |                           |

## 1999
| Nr.                                                                                       | Data pubblicazione | Copertina                 |
| ----------------------------------------------------------------------------------------- | ------------------ | ------------------------- |
| 168                                                                                       | Gennaio 1999       | Jean Giraud               |
|                                                                                           |                    |                           |
| 169                                                                                       | Febbraio 1999      | Gine (Christian Martinez) |
| - Finkel: Il segreto di Christian Martinez, Didier Conrad (46 pagine)                     |                    |                           |
| 170                                                                                       | Marzo 1999         | Taduc                     |
| - Chinaman:La montagna d'oro di Taduc, Serge Le Tendre                                    |                    |                           |
| 171                                                                                       | Aprile 1999        | Gine (Christian Martinez) |
| - Finkel: L'origine di Christian Martinez, Didier Conrad                                  |                    |                           |
| 172                                                                                       | Maggio 1999        | Andreas Martens           |
| - Arq: Altrove di Andreas Martens                                                         |                    |                           |
| 173                                                                                       | Giugno 1999        | Taduc                     |
| - Chinaman 2: Ad armi pari di Taduc, Serge Le Tendre                                      |                    |                           |
| 174                                                                                       | Luglio 1999        | Andreas Martens           |
| - Arq 2: Memorie di Andreas Martens                                                       |                    |                           |
| 175                                                                                       | Settembre 1999     | Jean-Claude Mézières      |
| - Valerian: L'orfano delle stelle di Jean-Claude Mézières, Pierre Christin (50 pagine)    |                    |                           |
| 176                                                                                       | Ottobre 1999       | Gibelin                   |
| - Theo di Gibelin, Wendling                                                               |                    |                           |
| 177                                                                                       | Novembre 1999      | Ribera                    |
| - Il vagabondo dei limbi Muskie: Ancora e sempre. di Ribera, Christian Godard (46 pagine) |                    |                           |
| 178                                                                                       | Dicembre 1999      | Gibelin                   |
| - Il pupazzo di Gibelin, Wendling                                                         |                    |                           |

## 2000
| Nr.                                        | Data pubblicazione | Copertina |
| ------------------------------------------ | ------------------ | --------- |
| 179                                        | Marzo 2000         | Gibelin   |
| - Lo strano villaggio di Gibelin, Wendling |                    |           |
| 180                                        | Maggio 2000        | Gibelin   |
| - Girovaghi di Gibelin, Wendling           |                    |           |
| 181                                        | Luglio 2000        | Gibelin   |
| - Ceneri di Gibelin, Wendling              |                    |           |